# Bauer (Familienname)
Der Familienname Bauer ist abgeleitet vom Beruf des Bauern. Er belegt den 13. Platz auf der Liste der häufigsten Familiennamen in Deutschland.

## Varianten
Eine Variante lautet Baur. Die latinisierte Form des Familiennamens ist Agricola (zur gräzisierten Form vgl. Georg).

## Zusammensetzungen
Es gibt zahlreiche Zusammensetzungen wie Bergbauer, Neubauer, Neugebauer, Steinbauer sowie Schmidbauer und Beckenbauer für Bauern, die gleichzeitig als Schmied bzw. Bäcker arbeiteten.

## Namensträger

### A
- Aaron M. Bauer (* 1961), US-amerikanischer Herpetologe
- Adele Bloch-Bauer (1881–1925), österreichische Unternehmergattin
- Adolf Bauer (Schauspieler) (1827–1897), deutscher Schauspieler
- Adolf Bauer (Pfarrer) (1832–1905), deutscher Pfarrer
- Adolf Bauer (Althistoriker) (1855–1919), österreichischer Althistoriker
- Adolf Bauer (Verwaltungsbeamter) (1864–1937), deutscher Verwaltungsbeamter
- Adolf Bauer (Politiker, 1873) (1873–1946), deutscher Politiker (WBWB), MdL Württemberg
- Adolf Bauer (Komponist) (1877–1948), deutscher Komponist und Musikwissenschaftler
- Adolf Bauer (Politiker, 1882) (1882–1961), deutscher Politiker (SPD)
- Adolf Bauer (Parteifunktionär) (1905–1932), deutscher Parteifunktionär (KPD)
- Adolf Bauer (Mediziner) (1913–nach 1978), deutscher Chirurg
- Adolf Bauer (Philosoph) (1933–2021), deutscher Philosoph und Hochschullehrer
- Adolf Bauer (Politiker, 1940) (* 1940), deutscher Politiker (SPD) und Verbandsfunktionär
- Adolf Bauer (Politiker, 1945) (* 1945), deutscher Politiker (CSU), Zweiter Bürgermeister von Würzburg
- Adolf Bauer-Saar (1895–nach 1953), deutscher Maler
- Adolf-Friedrich Bauer (* 1928), deutscher Agrarmeteorologe
- Ágota Bauer (* 1986), ungarische Fußballspielerin
- Albert Bauer (Schauspieler) (um 1865–1931), deutscher Schauspieler
- Albert Bauer (Politiker, 1882) (1882–1950), deutscher Politiker (Zentrum), MdL Nordrhein-Westfalen
- Albert Bauer (Politiker, 1883) (1883–1959), deutscher Journalist und Politiker (SPD), MdL Württemberg
- Albert Bauer (Schriftsteller) (1890–1960), deutscher Schriftsteller
- Albert Bauer (Historiker) (1894–1961), deutscher Historiker
- Albert Bauer (Fechter) (1900–nach 1951), deutscher Fechter
- Albert Bauer (Politiker, 1911) (1911–1970), Schweizer Politiker (SP)
- Albert Bauer (Glaziologe) (1916–2003), französischer Ingenieur und Glaziologe
- Albert Bauer (Politiker, 1928) (* 1928), US-amerikanischer Politiker
- Albert Bauer (Unternehmer), deutscher Unternehmer und Erfinder
- Alessia Bauer (* 1970), Runologin
- Alexander Bauer (Politiker, I), deutscher Politiker, MdL Sachsen
- Alexander Bauer (Chemiker) (1836–1921), österreichischer Chemiker und Chemiehistoriker
- Alexander von Bauer (1860–1928), deutscher Generalmajor
- Alexander Bauer (Kabarettist), deutscher Kabarettist
- Alexander Bauer (1921–2011), deutscher Schriftsteller, siehe Walter Alexander Bauer
- Alexander Bauer (Fußballspieler, 1949) (* 1949), österreichischer Fußballspieler
- Alexander Bauer (Politiker, 1972) (* 1972), deutscher Politiker (CDU), MdL Hessen
- Alexander Bauer (Fußballspieler, 1995) (* 1995), österreichischer Fußballspieler
- Alexei Sergejewitsch Bauer (* 1986), russischer Radrennfahrer
- Alfons Bauer (Komponist) (1920–1997), deutscher Komponist und Zitherspieler
- Alfons Bauer, Pseudonym von Walter Lüftl (* 1933), österreichischer Ingenieur und Holocaustleugner
- Alfons Maria Bauer (1912–1998), deutscher Maler
- Alfons Paul Maria Bauer (1894–1959), deutscher Maler
- Alfonso Bauer Paiz (1918–2011), guatemaltekischer Rechtsanwalt und Politiker
- Alfred Bauer (Verleger) (1898–1984), deutscher Verleger
- Alfred Bauer (1911–1986), deutscher Jurist und Filmhistoriker
- Alfredo Bauer (1924–2016), österreichisch-argentinischer Arzt und Schriftsteller
- Alice Bauer (* 1988), deutsche Schauspielerin und Synchronsprecherin
- Alois Bauer (Komponist) (1794–1872), österreichischer Komponist und Konzertmeister
- Alois Bauer (Politiker, 1845) (1845–1928), österreichischer Gutsbesitzer und Politiker
- Alois Bauer (Politiker, 1851) (1851–1934), österreichischer Politiker, Tiroler Landtagsabgeordneter
- Alois Bauer (Politiker, 1879) (1879–1969), österreichischer Politiker (SDAP)
- Alois Bauer (Widerstandskämpfer) (1926–1945), tschechoslowakischer Widerstandskämpfer
- Alois Bauer (Künstler, 1948) (* 1948), österreichischer Goldschmied und Künstler
- Alois Bauer (Künstler, 1950) (* 1950), deutscher Maler und Kunstlehrer
- Aloisia Bauer (* 1951), deutsche Schwimmerin
- Alwin Bauer (1856–1928), deutscher Unternehmer und Politiker, MdL Sachsen
- André Bauer (Komponist) (* 1945), Schweizer Komponist und Dirigent
- André Bauer (Flüchtling) (1963–1981), deutsches Todesopfer an der innerdeutschen Grenze
- André Bauer (Schauspieler) (* 1968), deutscher Schauspieler
- André Bauer (Politiker) (* 1969), US-amerikanischer Politiker
- Andrea Bauer (* 1966), deutsche Medizinerin und Wissenschaftlerin
- Andreas Bauer (Theologe) (1590–1638), deutscher Theologe
- Andreas Bauer (Flötenbauer) (Bauermann; um 1678–1717), deutscher Flötenbauer
- Andreas Bauer (Unternehmer) (1800–1884), deutscher Büttner und Porzellanunternehmer
- Andreas Bauer (Missionar) (1866–1900), Elsässer Missionar und Märtyrer
- Andreas Bauer (Librettist) (1906–1990), deutscher Librettist, Schriftsteller und Theaterintendant
- Andreas Bauer (Boxer) (* 1960), deutscher Boxer
- Andreas Bauer (Skispringer) (* 1964), deutscher Skispringer
- Andreas Bauer (Maler) (* 1967), deutscher Maler und Grafiker
- Andreas Bauer (Pokerspieler), deutscher Pokerspieler
- Andreas Bauer (Fußballspieler) (* 1985), österreichischer Fußballspieler
- Andreas Bauer Kanabas, deutscher Opernsänger (Bass)
- Andreas Friedrich Bauer (1783–1860), deutscher Techniker und Unternehmer
- Angeline Bauer (* 1952), deutsche Autorin
- Anna-Maria Bauer (Bildhauerin) (* 1947), Schweizer Bildhauerin
- Anna Maria Bauer (Malerin) (* 1956), polnische Malerin
- Annelise Bauer, Pflanzenzüchterin
- Annemirl Bauer (1939–1989), deutsche Malerin und Grafikerin
- Anne-Sophie Bauer (* 1995), österreichische Politikerin (Grüne)
- Anthony Bauer (* 1999), deutscher Basketballspieler
- Antje Bauer (* 1964), deutsche Archivarin und Historikerin
- Anton Bauer (Rechtswissenschaftler) (1772–1843), deutscher Rechtswissenschaftler
- Anton Bauer (Theaterhistoriker) (1877–1956), österreichischer Theaterhistoriker
- Anton Bauer (Komponist) (1893–1950), deutscher Komponist
- Anton Bauer (Politiker), österreichischer Politiker (ÖVP), Steiermärkischer Landtagsabgeordneter
- Anton Bauer (Pomologe) (1931–2014), deutscher Pomologe
- Anton Martin Bauer (* 1963), österreichischer Reiter
- Antun Bauer (Bischof) (1856–1937), jugoslawischer Geistlicher, Erzbischof von Zagreb
- Antun Bauer (Kunsthistoriker) (1911–2000), jugoslawischer Kunsthistoriker
- Armin Bauer (* 1990), italienischer Nordischer Kombinierer
- Arnold Bauer (1909–2006), deutscher Schriftsteller und Widerstandskämpfer
- Arthur Bauer (Schauspieler) (1858–1931), österreichischer Schauspieler
- Arthur Bauer (Kaufmann) (1895–1959), deutscher Kaufmann, Alpinist und Politiker
- Arthur O. Bauer (1942–2025), niederländischer Technikhistoriker und Autor
- August Bauer (1868–1961), deutscher Bildhauer
- August Bauer (Architekt) (auch Augustin Bauer; 1895–1981), österreichischer Architekt
- Augustin Bauer (Agricola; 1735–1784), deutscher Geistlicher, Abt von Steingaden
- Axel Bauer (Schauspieler) (1933–2011), deutscher Schauspieler
- Axel Bauer (Zahnmediziner) († 2011), deutscher Zahnmediziner
- Axel Bauer (Jurist) (* 1955), deutscher Richter und Autor
- Axel Bauer (Musiker) (* 1961), französischer Sänger und Gitarrist
- Axel von Bauer (* 1967), deutscher Kaufmann und Unternehmer
- Axel Bauer (Fotograf) (* 1976), deutscher Ingenieur, Fotograf und Reisejournalist
- Axel W. Bauer (* 1955), deutscher Medizinhistoriker und -ethiker

### B
- Barbara Bauer (Journalistin) (1958–2021), deutsche Journalistin
- Barbara Bauer (Schauspielerin) (* 1975), deutsche Schauspielerin
- Barbara Bauer (Germanistin) (* 1979), österreichische Germanistin und Schriftstellerin
- Barbara Mahlmann-Bauer (* 1954), deutsche Germanistin und Literaturwissenschaftlerin
- Barbara Isabella Bauer-Heusler (* 1948), deutsche Bildhauerin und Grafikerin
- Belinda Bauer (Schauspielerin) (* 1950), australische Schauspielerin
- Belinda Bauer (Schriftstellerin) (* 1962), britische Schriftstellerin
- Benedikt Bauer (* 2003), deutscher Fußballspieler
- Bernd Bauer (* 1955), deutscher Jurist und Manager
- Bernhard Bauer (Mediziner) (Bernhard Adam Bauer; 1882–1942), österreichischer Gynäkologe und Dichter
- Bernhard Bauer (Handballfunktionär) (* 1950), deutscher Beamter und Handballfunktionär
- Bernhard Bauer (Schauspieler) (* 1962), österreichischer Schauspieler
- Bernhard Bauer (Skirennläufer) (* 1967), deutscher Skiläufer
- Bernhard Bauer (Agrarwissenschaftler) (* 1976), deutscher Agrarwissenschaftler und Hochschullehrer
- Berta Bauer (1935–2010), deutsche Unternehmerin
- Berthold Bauer (1939–2016), österreichischer Geograph
- Bertram Bauer (* 1940), deutscher Generalarzt des Heeres der Bundeswehr
- Bettina Bauer-Ehrlich (1903–1985), österreichische Malerin, Grafikerin und Schriftstellerin
- Bianca Bauer (* 1973), deutsche Tischtennisspielerin
- Billy Bauer (1915–2005), US-amerikanischer Jazzgitarrist
- Birgit Bauer (Politikerin), deutsche Staatssekretärin und Politikerin (CDU)
- Birgit Bauer (Schriftstellerin) (* 1958), deutsche Schriftstellerin und Filmeditorin
- Birgit Bauer (Leichtathletin), deutsche Leichtathletin
- Birgitta Bauer (* 1963), deutsche Gynäkologin
- Björn Bauer (* 1977), deutscher Basketballspieler
- Bobby Bauer (1915–1964), kanadischer Eishockeyspieler
- Branko Bauer (1921–2002), jugoslawischer Filmregisseur und Gerechter unter den Völkern
- Brigitte Bauer (Psychologin) (* 1943), deutsche Pädagogin, Psychologin und Hochschullehrerin
- Brigitte Bauer (Fotografin) (* 1959), deutsche Fotografin
- Brook Bauer (* 1998), US-amerikanische Beachvolleyballspielerin
- Bruno Bauer (1809–1882), deutscher Theologe, Philosoph und Historiker
- Bruno Bauer (Architekt) (1880–1938), österreichischer Architekt
- Bruno Bauer (Elektrotechniker) (1887–1972), Schweizer Elektrotechniker und Hochschullehrer
- Bruno Bauer (Bibliothekar) (1963–2020), österreichischer Bibliothekar

### C
- Candy Bauer (* 1986), deutscher Bobfahrer
- Carl Bauer (Politiker) (1798–1868), deutscher Jurist und Politiker, MdL Waldeck
- Carl Bauer (Architekt, I), deutscher Architekt
- Carl Bauer (Architekt, 1868) (1868–1914), deutscher Schreiner, Zeichner, Architekt und Münsterbaumeister
- Carl Bauer (Unternehmer) (1868–nach 1935), deutscher Unternehmer
- Carl Bauer (Verwaltungsjurist) (1876–1947), deutscher Verwaltungsjurist
- Carl Bauer (Architekt, 1878) (1878–1954), deutscher Architekt und Bauunternehmer
- Carl Bauer (Architekt, 1909) (Karl Heinrich Ernst Bauer; 1909–1999), deutscher Architekt
- Carl August Bauer (1897–1989), deutsch-schweizerischer Maler und Bildhauer
- Carl Daniel Bauer (1767–1815), estnischer Gold- und Silberschmied
- Carl Franz Bauer (1879–1954), österreichischer Maler und Grafiker
- Carl Gottfried Bauer (1802–1853), deutscher Schauspieler
- Carl Heinrich Martin Bauer (1829–1904), deutscher Architekt und Politiker, MdR
- Carl Heinz Bauer (1924–2002), deutscher Designer
- Carl Johann Sigmund Bauer (1780–1857), deutscher Mechaniker und Globenmacher
- Carl Josef Bauer (1895/1897–1964/1965/1989), deutscher Maler und Grafiker
- Carl-Otto Bauer (1929–2018), deutscher Ingenieur, Unternehmer und Verbandsfunktionär
- Carl-Peter Bauer (* 1951), deutscher Kinderarzt
- Carlotta Aenne Bauer (* 1996), deutsch-dänische Schauspielerin
- Catherine Bauer Wurster (1905–1964), US-amerikanische Stadtplanerin und Hochschullehrerin
- Charita Bauer (1922–1985), US-amerikanische Schauspielerin
- Charlie Bauer (1943–2011), französischer Anarchist
- Chiara Bauer-Mitterlehner (* 2009), österreichische Schauspielerin
- Chris Bauer (Musiker) (* 1960), amerikanischer Mundharmonikaspieler
- Chris Bauer (Schauspieler) (* 1966), amerikanischer Schauspieler
- Christian Bauer (Theologe, 1787) (1787–1854), deutscher Theologe, Generalsuperintendent von Hildesheim
- Christian Bauer (Politiker) (1867–1950), Rechtsanwalt und Stadtverordneter von Freiburg im Breisgau
- Christian Bauer (Landschaftsarchitekt) (1903–1978), deutscher Landschaftsarchitekt
- Christian Bauer (Filmproduzent) (1947–2009), deutscher Dokumentarfilmer und Produzent
- Christian Bauer (Südostasienwissenschaftler) (* 1952), deutscher Südostasienwissenschaftler und Philologe
- Christian Bauer (Fußballspieler, 1958) (* 1958), österreichischer Fußballspieler
- Christian Bauer (Kunsthistoriker) (* 1963), österreichischer Kunsthistoriker
- Christian Bauer (Inspizient) (* 1964), österreichischer Schauspieler, Sprecher und Inspizient
- Christian Bauer (Leichtathlet), deutscher Leichtathlet
- Christian Bauer (Sportschütze) (* 1970), deutscher Sportschütze
- Christian Bauer (Fußballspieler, 1972) (* 1972), österreichischer Fußballspieler
- Christian Bauer (Theologe, 1973) (* 1973), deutscher Theologe
- Christian Bauer (Fußballspieler, 1975) (* 1975), deutscher Fußballspieler
- Christian Bauer (Schachspieler) (* 1977), französischer Schachspieler
- Christian Bauer (Philosoph) (Christian Alexander Bauer; * 1979), deutscher Kunstphilosoph
- Christian Felix Bauer (1667–1717), deutscher General der Kavallerie
- Christian Friedrich Bauer (1696–1752), deutscher Theologe
- Christian Richard Bauer (* 1984), deutscher Schauspieler
- Christine Bauer-Jelinek (* 1952), österreichische Psychotherapeutin und Autorin
- Christoph Bauer (Theologe) (1718–1778), deutscher Theologe
- Christoph Bauer (Schriftsteller) (1957–2017), deutscher Schriftsteller
- Christoph Bauer (Manager) (* 1970), deutscher Medienmanager
- Christoph W. Bauer (* 1968), österreichischer Schriftsteller
- Clara-Luise Bauer (* 1997), österreichische Schauspielerin
- Claudia Bauer (* 1966), deutsche Regisseurin
- Claus Bauer (* 1935), deutscher Fußballspieler
- Clemens Bauer (1899–1984), deutscher Historiker
- Conny Bauer (* 1943), deutscher Posaunist
- Constantin Bauer (Maler) (Konstantin Bauer; 1852–1924), deutscher Maler
- Constantin Bauer (Schriftsteller) (Konstantin Bauer; 1883–1966), deutscher Schriftsteller
- Craig P. Bauer (* 1972), US-amerikanischer Mathematiker und Kryptologe

### D
- Daniel Bauer (* 1982), deutscher Fußballspieler
- Dennis Bauer (* 1980), deutscher Fechter
- Dieter Bauer (Schauspieler), deutscher Schauspieler
- Dieter Bauer (Physiker) (* 1968), deutscher Physiker
- Dieter R. Bauer (* 1951), deutscher Historiker
- Dietmar Bauer (* 1972), österreichischer Ökonometriker, Hochschullehrer und Basketballspieler
- Dietrich Bauer (1940–2014), deutscher Ökonom und Manager
- Dolores Bauer (1934–2010), österreichische Journalistin
- Dominik Bauer (* 1978), deutscher Comiczeichner, siehe Hauck & Bauer
- Dominik Bauer (Radsportler) (* 1997), deutscher Radrennfahrer
- Dori Bauer (* 1987), österreichische Moderatorin
- Dorothee Bauer (* 1983), deutsche Sportschützin

### E
- Eberhard Bauer (Unternehmer) (1914–1984), deutscher Unternehmer
- Eberhard Bauer (Heimatforscher) (1929–2017), deutscher Pädagoge und Heimatforscher
- Eberhard Bauer (Psychologe) (* 1944), deutscher Psychologe
- Edgar Bauer (1820–1886), deutscher Schriftsteller
- Edit Bauer (* 1946), slowakische Politikerin
- Edith Tutsch-Bauer (* 1952), deutsche Rechtsmedizinerin und Hochschullehrerin
- Edmond Bauer (1880–1963), französischer Physiker
- Eduard Bauer (Komponist) (1816–1878), österreichischer Komponist
- Eduard Bauer (Botaniker), deutscher Botaniker und Naturheilkundler
- Eduard Bauer (Fußballspieler) (1894–1948), österreichischer Fußballspieler und -trainer
- Eduard Bauer-Bredt (1878–1945), deutscher Maler
- Eduin Bauer (1816–1892), deutscher Pfarrer und Autor
- Edwin Bauer (Heinrich Edwin Bauer; 1873–1968), deutscher Fotograf und Radsportler
- Eleonore Bauer (1927–1983), österreichische Sängerin
- Elkan Bauer (Elsa Ulrike Bauer; 1852–1942), österreichischer Komponist und Liedermacher
- Elsa Bauer (1878–1941), deutsche Politikerin (SPD), MdL Nassau
- Else Bauer (1893–1967), deutsche Politikerin (USPD/SPD/SED), MdL Brandenburg
- Elvira Bauer (* 1915), deutsche Kindergärtnerin und Autorin
- Emil Bauer (Schauspieler) (1848–1931), deutscher Schauspieler
- Emil Bauer (Komponist) (1874–1941?), österreichischer Komponist und Kapellmeister
- Emil Bauer (Maler) (1891–1960), Schweizer Maler und Grafiker
- Emil Anton Bauer (1908–1989), Schweizer Maler
- Emmanuel J. Bauer (* 1959), österreichischer Philosoph
- Emmerich Bauer (* 1927), österreichischer Gewichtheber
- Erhard Bauer (Steinmetz) († 1493), deutscher Bildhauer, Steinmetz und Architekt
- Erhard Bauer (Politiker) (1888–1962), deutscher Politiker (USPD, SPD), MdL Bayern
- Erhard Bauer (Fußballspieler) (1925–1994), deutscher Fußballspieler
- Erich Bauer (Entomologe) (1885–1972), deutscher Rechtsanwalt und Entomologe
- Erich Bauer (Historiker) (1890–1970), deutscher Jurist und Historiker
- Erich Bauer (Schriftsteller) (1902–1977), deutscher Dramatiker und Schriftsteller
- Erich Bauer (Politiker), deutscher Politiker (SED), MdL Thüringen
- Erich Bauer (Orgelbauer) (1914–2007), deutscher Orgelbauer
- Erich Bauer (Architekt) (1925–1995), österreichischer Architekt
- Erich Bauer (Astrologe) (* 1942), deutscher Astrologe
- Erich Bauer (Wirtschaftswissenschaftler) (* 1943), deutscher Wirtschaftswissenschaftler
- Erich Bauer (Ethiker) (* 1959), deutscher Wirtschaftsethiker und Hochschullehrer
- Erich Bauer (Theologe) (* 1959), deutscher Theologe
- Erich Bornberg-Bauer (* 1963), deutscher Bioinformatiker, Molekularbiologe und Hochschullehrer
- Erich Hermann Bauer (1900–1980), deutscher SS-Oberscharführer
- Erika Bauer (1927–2020), deutsche Germanistin, Sprachwissenschaftlerin und Hochschullehrerin
- Ernest Bauer (1910–1995), kroatischer Publizist und Politikwissenschaftler
- Ernst Bauer (Mediziner) (1848–1930), deutscher Mediziner
- Ernst Bauer (Botaniker, 1860) (1860–1942), österreichischer Bryologe
- Ernst Bauer (Jurist) (Friedrich Ernst Bauer; 1863–1919), deutscher Jurist und Politiker
- Ernst Bauer (Geistlicher) (1879–1959), deutscher Geistlicher
- Ernst vom Bauer (1896–1945), deutscher Generalmajor im Zweiten Weltkrieg
- Ernst Bauer (Marineoffizier) (1914–1988), deutscher Marineoffizier
- Ernst Bauer (Widerstandskämpfer) (1916–1991), deutscher Widerstandskämpfer und Verleger
- Ernst Bauer (Maler) (1921–1967), deutscher Maler und Grafiker
- Ernst Bauer (Basketballfunktionär) (1926–2005), deutscher Basketballfunktionär
- Ernst Bauer (Botaniker, 1930) (1930–2006), deutscher Unternehmer, Ornithologe und Botaniker
- Ernst Arnold Bauer (1949–2022), österreichischer Maler
- Ernst G. Bauer (* 1928), deutsch-amerikanischer Physiker
- Ernst Waldemar Bauer (1926–2015), deutscher Biologe, Publizist, Dokumentarfilmer und Politiker (FDP)
- Ervin Bauer (1890–1938), ungarischer Biologe
- Erwin Bauer (Rennfahrer) (1912–1958), deutscher Automobilrennfahrer
- Erwin Lindner-Bauer (* 1925), deutscher Kaufmann und Grafiker
- Erwin Heinrich Bauer (1857–1901), deutschbaltischer Schriftsteller und Journalist
- Erwin K. Bauer (* 1965), österreichischer Grafikdesigner und Landwirt
- Esther Bauer (1924–2016), deutsch-amerikanische Überlebende und Zeitzeugin des Holocaust
- Eugen Bauer (Unternehmer) (1879–1958), deutscher Unternehmer
- Eugen Bauer, Pseudonym von Erwin Heinz Ackerknecht (1906–1988), deutschamerikanischer Arzt und Medizinhistoriker
- Eugen Bauer (Architekt) (1937–2018), deutscher Architekt und Stadtplaner
- Eugen Hauenschield-Bauer (1887–1946), österreichischer Diplomat
- Eva Maria Bauer (auch Eva-Maria Bauer: 1923–2006), deutsche Schauspielerin
- Eva-Maria Bauer (Bühnenbildnerin) (auch Eva Maria Bauer; * 1980), deutsche Bühnen- und Kostümbildnerin

### F
- Falk Bauer (* 1967), deutscher Kostümbildner
- Felice Bauer (1887–1960), deutsche Verlobte von Franz Kafka
- Felicitas Bauer (* 1998), deutsche Synchronsprecherin
- Felix Bauer (1903–1976), deutscher Ornithologe
- Ferdinand Bauer (Zeichner) (1760–1826), österreichischer Botaniker und Zeichner
- Ferdinand von Bauer (1825–1893), österreichischer General und Politiker
- Ferdinand Bloch-Bauer (1864–1945), österreichisch-tschechischer Fabrikant und Kunstmäzen
- Ferry Bauer (1916–2010), österreichischer Regisseur, Schauspieler und langjähriger Leiter der Literatur- und Hörspielabteilung im ORF-Landesstudio Oberösterreich
- Florian Bauer (Synchronsprecher) (* 1979), deutscher Synchronsprecher
- Florian Bauer, eigentlicher Name von Bo Flower (* 1982), deutscher Rapper
- Florian Bauer (Schauspieler) (* 1983), deutscher Schauspieler
- Florian Bauer (Fußballspieler) (* 1991), österreichischer Fußballspieler
- Florian Bauer (Bobfahrer) (* 1994), deutscher Bobfahrer
- Frank-Michael Bauer (1941–2006), deutscher Politiker (Partei Rechtsstaatlicher Offensive)
- Frans Bauer (* 1973), niederländischer Schlagersänger
- Franz Bauer (Bildhauer) (1798–1872), österreichischer Bildhauer und Hochschullehrer
- Franz Bauer (Fabrikant) (1839–1908), deutscher Fabrikant
- Franz Bauer (Politiker, 1874) (1874–1930), österreichischer Politiker (CSP)
- Franz Bauer (Politiker, 1876) (1876–1944), österreichischer Politiker (CS)
- Franz Bauer (Politiker, 1894) (1894–1966), deutscher Politiker (NSDAP), MdR
- Franz Bauer (Politiker, 1901) (1901–1964), österreichischer Politiker (ÖVP)
- Franz Bauer (Schriftsteller) (1901–1969), deutscher Pädagoge und Mundartschriftsteller
- Franz Bauer (Pädagoge, 1910) (1910–1986), deutscher Pädagoge, Schulpolitiker und Autor
- Franz Bauer (Forstmann) (1923–2001), deutscher Forstmann und Journalist
- Franz Bauer (Politiker, 1927) (1927–1988), österreichischer Politiker (ÖVP) und Anwalt
- Franz Bauer (Pädagoge, 1930) (1930–2020), deutscher Pädagoge
- Franz Bauer (Politiker, 1936) (* 1936), Südtiroler Politiker (SVP)
- Franz Bauer (Fußballtrainer) (* 1947), österreichischer Fußballtrainer
- Franz Bauer (Historiker) (* 1952), deutscher Historiker
- Franz Bauer (Musiker) (* 1968), deutscher Musiker
- Franz Bauer-Theussl (1928–2010), österreichischer Dirigent
- Franz Alto Bauer (* 1965), deutscher Byzantinist
- Franz Andreas Bauer (1758–1840), österreichisch-britischer Maler und Botaniker
- Franz Ludwig Bauer (1857–1913), deutscher Chemiker
- Franz Nicolaus Bauer (1764–1836), deutscher Theologe und Publizist
- Franz Sales Bauer (1841–1915), Bischof von Brünn und Erzbischof von Olmütz, siehe Franziskus von Sales Bauer
- Franz Sales Bauer (Abt) (1849–1912), österreichischer Mönch, Abt von Rein
- Franz Xaver Bauer (1859–nach 1918), deutscher Politiker
- Franziska Bauer, Geburtsname von Fanny Hornischer (1845–1911), österreichische Sängerin
- Franziskus von Sales Bauer (1841–1915), tschechischer Theologe und Geistlicher, Erzbischof von Olmütz
- Fred Bauer (1928–2022), Schweizer Grafiker und Künstler
- Frida Bauer (1919–2016), sowjetische/ukrainische Pianistin
- Friedrich Bauer (Missionar) (1812–1874), deutscher Theologe, Pädagoge und Germanist
- Friedrich Bauer (General) (1865–1958), deutscher Generalmajor
- Friedrich Bauer (Politiker, 1869) (1869–1938), deutscher Politiker (USPD/SPD), MdL Bayern
- Friedrich Bauer (Politiker, II), deutscher Politiker (WP), MdL Mecklenburg-Schwerin
- Friedrich Bauer (Landschaftsarchitekt) (1872–1937), deutscher Landschaftsarchitekt
- Friedrich Bauer (Verwaltungsjurist, 1876) (1876–1930), deutscher Verwaltungsjurist
- Friedrich Bauer (Manager) (1901–1962), deutscher Ingenieur und Industriemanager
- Friedrich Bauer (Landrat) (1906–1990), deutscher Verwaltungsjurist
- Friedrich Bauer (Theologe, 1918) (auch Fritz Bauer; 1918–2003), deutscher Theologe und Religionspädagoge
- Friedrich Bauer (Journalist), deutscher Journalist und Schriftsteller
- Friedrich Bauer (Diplomat) (* 1930), österreichischer Diplomat
- Friedrich Ernst Bauer (1863–1919), deutscher Jurist und Politiker, siehe Ernst Bauer (Jurist)
- Friedrich Franz Bauer (1903–1972), deutscher Fotograf
- Friedrich Karl Bauer (Theologe, 1832) (1832–1920), deutscher Theologe und Kirchenhistoriker
- Friedrich Karl Bauer (1912–1991), deutscher Geheimdienstmitarbeiter
- Friedrich L. Bauer (Friedrich Ludwig Bauer; 1924–2015), deutscher Mathematiker und Informatiker
- Friedrich Wilhelm Bauer (Generalleutnant) (auch Friedrich Wilhelm Baur; 1731–1783), deutscher Generalleutnant, Kartograf und Baumeister
- Friedrich Wilhelm Bauer (Forstwissenschaftler) (Friedrich W. Bauer; 1895–1968), deutscher Forstwissenschaftler
- Friedrich-Wilhelm Bauer (1932–2019), deutscher Mathematiker und Politiker (CDU)
- Fritz Bauer (Bibliothekar) (1865–1936), deutscher Bibliothekar
- Fritz Bauer (Generalmajor) (1865–nach 1951), deutscher Generalmajor
- Fritz Bauer (Afrikaforscher) (1872–??), deutscher Kaufmann und Afrikaforscher
- Fritz Bauer (Unternehmer) (1890–nach 1970), deutscher Unternehmer
- Fritz Bauer (Radsportler) (1893–1982), deutscher Radrennfahrer
- Fritz Bauer (Landrat), deutscher Landrat
- Fritz Bauer (Politiker, 1898) (1898–1968), deutscher Politiker (Thüringer Landbund)
- Fritz Bauer (1903–1968), deutscher Richter und Staatsanwalt
- Fritz Bauer (Ruderer) (1906–1992), deutscher Ruderer
- Fritz Bauer (Sportfunktionär) (1909–1997), deutscher Sportfunktionär
- Fritz Bauer (HJ-Funktionär) (1911–nach 1944), österreichischer NSDAP- und HJ-Funktionär
- Fritz Bauer (Politiker, 1912) (1912–1990), deutscher Politiker, Bürgermeister von Fürstenfeldbruck
- Fritz Bauer (Priester) (Friedrich Bauer; 1913–1995), deutscher Priester und Autor
- Fritz Bauer (Politiker, 1923) (1923–1975), deutscher Politiker (SPD)
- Fritz Gabriel Bauer (1941–2021), österreichischer Ingenieur und Kamerabauer

### G
- Gabi Bauer (* 1962), deutsche Fernsehmoderatorin
- Gabriele Bauer (Politikerin) (* 1952), deutsche Politikerin (CSU), Oberbürgermeisterin von Rosenheim
- Gabriele Bauer (Schriftstellerin) (* 1967), österreichische Schriftstellerin
- Gabriele Bauer-Herland (* 1953), österreichische Pädagogin, Didaktikerin und Autorin
- Georg Bauer (1494–1555), deutscher Naturforscher und Mineraloge, siehe Georgius Agricola
- Georg Bauer (Propst) († 1692), deutscher Geistlicher, Propst von Heidenfeld
- Georg Bauer (Politiker, 1793) (1793–?), österreichischer Politiker, Abgeordneter zum Reichstag
- Georg von Bauer (1823–1903), deutscher Generalmajor
- Georg Bauer (Domherr) (1843–1925), banatschwäbischer Geistlicher, Domherr von Szeged-Csanád
- Georg Bauer (Politiker, 1845) (1845–1925), deutscher Politiker, MdL Bayern
- Georg Bauer (Politiker, 1885) (1885–1952), deutscher Politiker (BP), MdL Bayern
- Georg Bauer (Eisenbahner) (1886–1952), deutscher Ingenieur und Eisenbahnmanager
- Georg Bauer (Politiker, 1900) (1900–1983), deutscher Politiker (SPD), MdL Rheinland-Pfalz
- Georg Bauer (Schauspieler) (1906–1967), deutscher Schauspieler
- Georg Bauer (Politiker, 1913) (1913–1981), deutscher Politiker (CSU)
- Georg Bauer (Politiker, 1917) (1917–2003), deutscher Journalist und Politiker (GB/BHE), MdL Bayern
- Georg Adam Bauer (1828–1901), deutscher Ingenieur
- Georg Andreas Bauer (1672–1738), deutscher Arzt und Botaniker, siehe Georg Andreas Agricola
- Georg Lorenz Bauer (1755–1806), deutscher Theologe
- Georg Theodor Bauer (1873–1933), deutscher Offizier und Politiker (DVP/DNVP), MdL Baden
- George Bauer (* 1804), deutscher  Politiker und Mitglied der kurhessischen Ständeversammlung
- Georges Bauer (1904–1987), luxemburgischer Wasserballspieler
- Gerd Bauer (Politiker, 1950) (1950–2023), deutscher Politiker (CDU), MdL Saarland
- Gerd Bauer (Zeichner) (1957–2017), deutscher Zeichner, Modelleur, Cartoonist und Grafikdesigner
- Gerd Bauer (Politiker, 1957) (* 1957), deutscher Politiker (SPD, Die Linke), MdB
- Gerhard Bauer (Pfarrer) (1896–1958), deutscher Pfarrer
- Gerhard Bauer, eigentlicher Name von Rocky, der Irokese (1926–1987), deutscher Rocker und Musiker
- Gerhard Bauer (Sprachwissenschaftler) (* 1929), deutscher Sprachwissenschaftler und Hochschullehrer
- Gerhard Bauer (Literaturwissenschaftler) (* 1935), deutscher Germanist und Literaturwissenschaftler
- Gerhard Bauer (Mediziner) (* 1939), österreichischer Neurologe und Psychiater
- Gerhard Bauer (Politiker, 1940) (1940–2007), österreichischer Politiker (FPÖ/BZÖ)
- Gerhard Bauer (Rennfahrer) (* 1956), deutscher Motorradrennfahrer
- Gerhard Bauer (Politiker, 1958) (* 1958), deutscher Politiker, Landrat von Schwäbisch Hall
- Gerhard Bauer (Pfarrer) (* 1958), evangelischer Pfarrer, Herausgeber und Bibelrezitator
- Gerhard Ruhenstroth-Bauer (1913–2004), deutscher Biochemiker und Mediziner
- Gernot Bauer (Journalist, 1970) (* 1970), österreichischer Journalist
- Gernot Bauer (Sportjournalist) (* 1976), deutscher Sportjournalist
- Gisa Bauer (* 1970), deutsche Theologin
- Gitta Bauer (1919–1990), deutsche Gerechte unter den Völkern
- Gotthard Bauer (1887–1976), deutscher Maler und Restaurator
- Gottlieb August Bauer (1828–1913), deutscher Maler
- Greta Bauer-Schwind (1904–1944), deutsche Lyrikerin
- Grit Bauer-Revellio (1924–2013), deutsche Architektin
- Gudrun Bauer (* 1945), deutsche Glasschleiferin
- Günter Bauer (Geologe) (1921–2008), deutscher Geologe
- Günter Bauer (Journalist) (1928–2012), deutscher Journalist und Schriftsteller
- Günter Bauer (Geograph) (1949–2009), deutscher Lehrer und Geograph
- Günter Bauer (Maler) (* 1949), deutscher Maler
- Günther Bauer (Maler) (* 1926), österreichischer Maler
- Günther Bauer (Schauspieler) (1928–2020), österreichischer Schauspieler, Regisseur, Autor und Hochschullehrer
- Günther Bauer (Physiker) (* 1942), österreichischer Physiker
- Günther Bauer (Informatiker), deutscher Ökonom, Informatiker und Hochschullehrer
- Günther Bauer (Motorsportler) (* 1972), deutscher Motorrad-Eisspeedway-Rennfahrer
- Gustav Bauer (Mathematiker) (1820–1906), deutscher Mathematiker
- Gustav Bauer (Gustav Adolf Bauer; 1870–1944), deutscher Politiker (SPD)
- Gustav Bauer (Maschinenbauer) (1871–1953), deutscher Maschinenbauingenieur
- Gustav Bauer (Maler) (1874–nach 1933), österreichischer Maler und Grafiker
- Gustav Bauer (Architekt) (1876–nach 1938), deutscher Architekt
- Gustav Bauer (Ringer) (1884–1947), US-amerikanischer Ringer
- Gustav Adolf Bauer (Künstler) (1924–2016), deutscher Künstler
- Gustav Friedrich Bauer (1881–1968), deutscher Pfarrer und Heimatforscher
- Gustav Heinrich Bauer (1794–1888), deutscher Botaniker
- Gustav Hermann Bauer (1865–??), deutscher Grafiker, Xylograph und Unternehmer

### H
- Hannes Bauer (Politiker) (eigentlich Johann Bauer; * 1941), österreichischer Politiker (SPÖ)
- Hannes Bauer (Rockmusiker) (* 1952), deutscher Gitarrist
- Hannes Bauer, Künstlername von Johannes Bauer (Musiker) (1954–2016), deutscher Posaunist und Komponist
- Hanns Bauer (Archivar) (1886–1945), deutscher Archivar und Historiker
- Hanns Bauer (Manager) (1902–1990), deutscher Wirtschaftsmanager
- Hanns Bauer (Heimatforscher) (1909–1981), deutscher Pfarrer, Heimatforscher und Genealoge
- Hanns Bauer (Dichter) (* 1938/1939), österreichischer Mundartdichter
- Hannsheinz Bauer (1909–2005), deutscher Politiker (SPD)
- Hans Bauer (Baumeister) (um 1400–1462), deutscher Baumeister
- Hans Bauer (1494–1566), deutscher Reformator, siehe Johannes Agricola
- Hans Bauer (Politiker, 1874) (1874–1944), deutscher Politiker (SPD), MdL Bayern
- Hans Bauer (Semitist) (1878–1937), deutscher Semitist
- Hans Bauer (Maler) (1883–1967), deutscher Maler
- Hans Bauer (Bildhauer) (1888–1915), deutscher Bildhauer
- Hans Bauer (Musiker, um 1892) (um 1892–1967), deutscher Gitarrist und Zitherspieler
- Hans Bauer (Landrat) (1892–1951), deutscher Verwaltungsjurist
- Hans Bauer (Schriftsteller) (1894–1982), deutscher Journalist und Schriftsteller
- Hans Bauer (Wirtschaftshistoriker) (1901–1995), Schweizer Wirtschaftshistoriker
- Hans Bauer (Skisportler) (1903–1992), deutscher Skisportler
- Hans Bauer (Biologe) (1904–1988), deutscher Biologe und Genetiker
- Hans Bauer (Regisseur) (1914–1970), deutscher Regisseur
- Hans Bauer (Maler, 1915) (1915–1947), österreichischer Maler und Grafiker
- Hans Bauer (Politiker, 1920) (1920–1976), deutscher Politiker (SPD), Oberbürgermeister von Weiden in der Oberpfalz
- Hans Bauer (Musiker, 1924) (1924–2014), deutscher Musiker und Gastronom
- Hans Bauer (Mediziner) (Hans H. Bauer; 1926–2019), deutscher HNO-Arzt und Hochschullehrer für Phoniatrie und Pädaudiologie
- Hans Bauer (Fußballspieler, 1927) (1927–1997), deutscher Fußballspieler
- Hans Bauer (Fußballspieler, 1929) (1929–2011), deutscher Fußballspieler
- Hans Bauer (Philologe) (1930–1996), deutscher Philologe
- Hans Bauer (Jurist) (* 1941), deutscher Staatsanwalt und Autor
- Hans Bauer (Historiker) (* 1941), deutscher Historiker
- Hans Bauer (Heimatforscher) (1944–2022), deutscher Heimatforscher
- Hans Bauer (Wirtschaftswissenschaftler) (* 1947), deutscher Wirtschaftswissenschaftler und Hochschullehrer
- Hans Bauer (Politiker, 1951) (* 1951), deutscher Politiker (SPD)
- Hans Bauer (Drehbuchautor), österreichischer Drehbuchautor
- Hans-Christian Bauer (* 1948), österreichischer Biologe
- Hans G. Bauer (* 1948), deutscher Soziologe und Autor
- Hans-Günther Bauer (* 1956/1957), deutscher Ornithologe
- Hans-Joachim Bauer (Jurist) (* 1941), deutscher Jurist
- Hans-Joachim Bauer (Künstler) (* 1942), deutscher Künstler
- Hans-Joachim Bauer (Musikwissenschaftler) (* 1942), deutscher Musikwissenschaftler
- Hans-Ulrich Bauer (* 1944), deutscher Regionalhistoriker
- Hans-Uwe Bauer (* 1955), deutscher Schauspieler
- Harald Bauer (Architekt) (1901–1990), österreichischer Architekt
- Harald Bauer (Maler) (1938–2013), deutscher Maler, Grafiker und Keramiker
- Harald Bauer (Politiker) (* 1949), deutscher Physiker und Politiker (CDU)
- Harold Bauer (1873–1951), US-amerikanischer Pianist
- Hartmut Bauer (Sänger) (1939–2018), deutscher Sänger (Bass)
- Hartmut Bauer (Rechtswissenschaftler) (* 1954), deutscher Rechtswissenschaftler
- Hartwig Bauer (* 1942), deutscher Chirurg
- Heidi Bauer-Bung (1926–2022), deutsche Pianistin und Hochschullehrerin
- Heiner Bauer (1922–1981), Schweizer Maler und Grafiker
- Heinrich Bauer (Arbeiterführer) (1814–nach 1851), deutscher Arbeiterführer, Mitbegründer des Bundes der Gerechten
- Heinrich Bauer (Politiker) (1846–1914), deutscher	Walzmühlenbesitzer und Landwirt, Abgeordneter des Preußischen Abgeordnetenhauses
- Heinrich Bauer (General) (1860–1943), deutscher Generalmajor
- Heinrich Bauer (Fechter) (1866–??), deutscher Fechter
- Heinrich Bauer (Architekt) (1878–1941), deutscher Architekt und Maler
- Heinrich Bauer (Schriftsteller) (1896–1975), deutscher Schriftsteller
- Heinrich Bauer (Tiermediziner) (Heinrich Robert Bauer; 1902–1988), deutscher Veterinärmediziner und Hochschullehrer
- Heinrich Bauer (Musikwissenschaftler) (1922–1987), deutscher Musikwissenschaftler
- Heinrich Bauer (Archäologe) (1935–1993), deutscher Archäologe
- Heinrich Bauer (Fußballspieler) (* 1935), deutscher Fußballspieler
- Heinrich Edwin Bauer (1873–1968), deutscher Fotograf und Radsportler, siehe Edwin Bauer
- Heinrich Gottfried Bauer (Rechtswissenschaftler, 1733) (1733–1811), deutscher Rechtswissenschaftler und Hochschullehrer
- Heinrich Gottfried Bauer (Rechtswissenschaftler, 1784) (1784–1829), deutscher Rechtswissenschaftler und Hochschullehrer
- Heinrich Nikolai Bauer (1874–1927), estnischer Pädagoge, Minister
- Heinz Bauer (Mediziner, 1914) (geb. Heinz Hochermann; 1914–2003), deutscher Pathologe
- Heinz Bauer (Fußballspieler) (* 1927), deutscher Fußballspieler
- Heinz Bauer (Mathematiker) (1928–2002), deutscher Mathematiker
- Heinz Bauer (Diplomat) (1929–1992), deutscher Diplomat
- Heinz Bauer (Mediziner, 1933) (* 1933), deutscher Virologe
- Heinz Bauer (Verleger) (Heinz Heinrich Bauer; * 1939), deutscher Verleger
- Helene Bauer (1871–1942), österreichische Sozialwissenschaftlerin und Journalistin
- Helga Kutz-Bauer (* 1939), deutsche Soziologin und Politikerin (SPD)
- Hellmut Bauer (1899–1960), deutscher Radiologe
- Helmut Bauer (Mediziner) (1914–2008), deutscher Neurologe
- Helmut Bauer (Widerstandskämpfer) (1919–1952), deutscher Widerstandskämpfer
- Helmut Bauer (Journalist) (1920–2011), deutscher Journalist und Autor
- Helmut Bauer (Chemiker) (1925–2016), deutscher Chemiker und Pädagoge
- Helmut Bauer (Fußballspieler, 1928) (* 1928), deutscher Fußballspieler
- Helmut Bauer (MfS-Mitarbeiter) (* 1930), deutscher Oberst des Ministeriums für Staatssicherheit
- Helmut Bauer (Bischof) (1933–2024), deutscher Geistlicher, Weihbischof in Würzburg
- Helmut Bauer (Fußballspieler, 1963) (* 1963), österreichischer Fußballspieler
- Helmuth Bauer (* 1943), deutscher Autor und Filmemacher
- Henry Bauër (1851–1915), französischer Journalist
- Herbert Bauer, Geburtsname von Béla Balázs (1884–1949), ungarischer Filmemacher und Schriftsteller
- Herbert Bauer (Pilot) (1919–1997), deutscher Pilot
- Herbert Bauer (Polizist) (1925–1952), deutscher Polizist
- Herbert Bauer (Pfarrer) (1925–2013), deutscher Pfarrer
- Herbert Bauer (Maler, 1935) (1935–1986), deutscher Maler
- Herbert Bauer (Maler, 1947) (* 1947), österreichischer Maler
- Herbert Bauer (Technologe) (1949/1950–2010), deutscher Textiltechnologe und Hochschullehrer
- Herbert Bauer (Offizier) (* 1955), österreichischer Generalmajor
- Herbert F. Bauer (* 1931), deutscher Pädagoge, Didaktiker und Hochschullehrer
- Heribert Bauer, deutscher Erfinder
- Hermann Bauer (Komponist) (1723–1803), österreichischer Geistlicher und Komponist
- Hermann Bauer (Pfarrer) (1814–1872), deutscher Pfarrer und Heimatforscher
- Hermann Bauer (Unternehmer) (1833–1919), deutscher Kunsthandwerker, Schmuckwarenfabrikant und Maler
- Hermann Bauer (Fotograf) (1838–1919), deutscher Fotograf
- Hermann Bauer (Politiker, 1859) (1859–1919), deutscher Jurist und Politiker, MdHB
- Hermann Bauer (Admiral) (1875–1958), deutscher Admiral
- Hermann Bauer (Politiker, 1884) (1884–1960), deutscher Politiker  (DNVP, DP), MdL Bayern
- Hermann Bauer (Maler) (1892–1959), deutscher Maler und Grafiker
- Hermann Bauer (Politiker, 1897) (1897–1986), deutscher Verleger und Politiker (LDP)
- Hermann Bauer (Politiker, 1905) (1905–1983), deutscher Rechtsanwalt und Politiker (BVP, CSU)
- Hermann Bauer (Journalist) (1922–1993), Schweizer Journalist und Autor
- Hermann Bauer (Bauingenieur) (1928–2017), deutscher Bauingenieur und Hochschullehrer
- Hermann Bauer (Kunsthistoriker) (1929–2000), deutscher Kunsthistoriker
- Hermann Bauer (Autor) (* 1954), österreichischer Autor
- Hermann Bauer (Ruderer) (* 1966), österreichischer Ruderer
- Hermann Theodor Bauer (1850–1919), deutscher Geistlicher, Bischof der Herrnhuter Brüdergemeine
- Herrmann Friedrich David Bauer (1754–1822), deutscher Jurist und Beamter
- Hilde Bauer (Grafikerin), deutsche Grafikerin und Designerin
- Hilde Bauer (Malerin) (* 1963), deutsche Malerin und Bühnenbildnerin
- Hilde Lotz-Bauer (1907–1999), deutsche Fotografin und Kunsthistorikerin
- Holger Bauer (* 1942), österreichischer Politiker (FPÖ)
- Horst Bauer (Verleger) (1923–2007), deutscher Verleger
- Horst Bauer (Architekt) (* 1928), deutscher Architekt
- Hubert Bauer (1892–1970), österreichischer Beamter und Politiker (SDAP)

### I
- Ida Bauer (Schauspielerin) (1871/1873–1954), österreichisch-deutsche Schauspielerin
- Ida Bauer (Politikerin), deutsche Politikerin (SPD), MdL Sachsen
- Ida Bauer (Patientin) (1882–1945), österreichische Psychoanalyse-Patientin von Sigmund Freud
- Ignacio Bauer (1828–1895), ungarisch-spanischer Unternehmer
- Ignacio Bauer Landauer (1891–1961), spanischer Unternehmer und Politiker
- Ina Bauer (1941–2014), deutsche Eiskunstläuferin
- Ina Bauer-Haderlein (1922–2006), deutsche Malerin
- Inge Bauer (Ingeborg Bauer; * 1940), deutsche Leichtathletin
- Ingi Bauer (* 1992), isländischer Musiker
- Ingolf Bauer (1942–2006), deutscher Volkskundler, Museumsdirektor und Keramikexperte
- Ingrid Bauer (Historikerin) (* 1954), österreichische Historikerin
- Ingrid Bauer (Mathematikerin) (Ingrid Bauer-Catanese; * 1967), deutsche Mathematikerin
- Insa Bauer (* 1948), deutsche Schriftstellerin
- Irene Bauer (1945–2016), norwegische Politikerin

### J
- Jack Bauer (Maler) (* 1971), österreichischer Maler
- Jack Bauer (Radsportler) (* 1985), neuseeländischer Radsportler
- Jakob Bauer (1787–1854), deutscher Politiker
- James Bauer (1884–1947), deutscher Filmregisseur
- Jan Bauer (Regisseur), deutscher Filmregisseur
- Jan Bauer (Politiker) (* 1980), deutscher Politiker (CDU), MdL Niedersachsen
- Jana Bauer (* 1975), slowenische Autorin, Übersetzerin und Redakteurin
- Jasna Fritzi Bauer (* 1989), Schweizer Schauspielerin
- Jeremias Christoph Bauer (1655–1729), deutscher evangelischer Geistlicher und Chronist
- Jewgeni Franzewitsch Bauer (1865–1917), russischer Filmregisseur
- Jo Bauer (Joachim Bauer; * 1961), deutscher Motorsportfunktionär
- Jo Bauer-Stumpff (Johanna Bauer-Stumpff; 1873–1964), niederländische Malerin und Zeichnerin
- Joachim Bauer (* 1951), deutscher Mediziner und Hochschullehrer
- Jobst-Hubertus Bauer (* 1945), deutscher Jurist
- Joe Bauer (Trompeter) (Joseph Bauer), US-amerikanischer Trompeter
- Joe Bauer (Schlagzeuger) (1941–1985), US-amerikanischer Schlagzeuger
- Joe Bauer (Autor) (* 1954), deutscher Autor und Journalist
- Joe Bauer (Spezialeffektkünstler), US-amerikanischer Spezialeffektkünstler
- Johann Bauer (Politiker, 1887) (1887–1962), deutscher Gewerkschafter und Politiker (SPD)
- Johann Bauer (Politiker, 1888) (1888–1971), österreichischer Politiker (ÖVP)
- Johann Bauer (Politiker, 1926) (1926–2013), deutscher Politiker (CSU)
- Johann Bauer (Fußballspieler), österreichischer Fußballspieler
- Johann Adam Bauer (1820–1899), deutscher Archivar
- Johann Baptist Bauer (Politiker) (1797–1867), deutscher Jurist und Politiker, MdL Württemberg
- Johann Baptist Bauer (Komponist) (1865–1954), deutscher Musiker und Komponist
- Johann Caspar Bauer (1815–nach 1866), deutscher Politiker (DFP)
- Johann Christian Bauer (1802–1867), deutscher Stempelschneider
- Johann Friedrich Bauer (Mediziner) (1696–1744), deutscher Mediziner
- Johann Friedrich Bauer (Verwaltungsbeamter), deutscher Verwaltungsbeamter
- Johann Friedrich Bauer (Politiker) (1797–1863), deutscher Politiker, Bürgermeister von Rostock
- Johann Friedrich Bauer (Unternehmer), deutscher Porzellanhersteller
- Johann Friedrich Christoph Bauer (1803–1873), deutscher Politiker und Theologe
- Johann Gottfried Bauer (Instrumentenbauer) (Bauermann; † 1721), deutscher Flötenbauer
- Johann Gottfried Bauer (Rechtswissenschaftler) (1695–1763), deutscher Rechtswissenschaftler
- Johann Hermann Bauer (1861–1891), österreichischer Schachspieler
- Johann Joseph Heinrich Bauer von Adelsbach (1719–1802), deutscher Mediziner
- Johann Paul Bauer (1933–2025), deutscher Rechtswissenschaftler
- Johannes Bauer (Theologe) (1860–1933), deutscher Theologe
- Johannes Bauer (Politiker) (* 1937), deutscher Politiker (SPD), Oberbürgermeister von Memmingen
- Johannes Bauer (Musiker) (1954–2016), deutscher Musiker
- Johannes Bauer (Pädagoge) (* 1975), deutscher Pädagoge
- Johannes B. Bauer (1927–2008), österreichischer Theologe
- Johannes Maria Bauer (1919–1999), deutscher Priester
- John Bauer (1882–1918), schwedischer Maler
- John Bauer (Skilangläufer) (* 1969), US-amerikanischer Skilangläufer
- John P. Bauer (John Peter Bauer; 1925–2019), deutsch-amerikanischer Geschäftsmann
- Jonas Bauer (* 2003), deutscher Fußballspieler
- Jörg Bauer (* 1968), deutscher Filmschaffender
- José Carlos Bauer (1925–2007), brasilianischer Fußballspieler und -trainer
- Josef von Bauer (Politiker, 1817) (1817–1886), österreichischer Jurist und Politiker
- Josef Bauer (Politiker, 1831) (1831–1894), österreichischer Politiker, Bezirksvorsteher von Favoriten
- Josef von Bauer (Verwaltungsjurist) (1860–1936), österreichischer Verwaltungsjurist und Hochschullehrer
- Josef Bauer (Syndikus) (1861–??), deutscher Syndikus und Autor
- Josef Bauer (Architekt), tschechoslowakischer Architekt
- Josef Bauer (Politiker, 1881) (1881–1958), deutscher Politiker (NSDAP), MdR
- Josef Bauer (Schriftsteller) (1894–1973), deutscher Lehrer und Schriftsteller
- Josef Bauer, eigentlicher Name von Kraudn Sepp (1896–1977), deutscher Zitherspieler und Sänger
- Josef Bauer (Politiker, 1898) (1898–1982), deutscher Politiker (NSDAP), Bürgermeister von Gütersloh
- Josef Bauer (Politiker, 1912) (1912–1978), deutscher Jurist und Politiker (CSU), MdL Bayern
- Josef Bauer (Politiker, 1915) (1915–1989), deutscher Politiker (CSU), MdB
- Josef Bauer (Politiker, 1918) (1918–1965), österreichischer Politiker (ÖVP), Wiener Landtagsabgeordneter
- Josef Bauer (Künstler) (1934–2022), österreichischer Künstler
- Josef Bauer (Leichtathlet) (* 1934), österreichischer Stabhochspringer
- Josef Bauer (Altorientalist) (* 1938), österreichischer Altorientalist und Hochschullehrer
- Josef Bauer (Koch) (* 1942), deutscher Koch
- Josef Bauer (Fußballspieler) (* 1966), österreichischer Fußballspieler
- Josef Friedrich Bauer (1745–1817), deutscher Theologe
- Josef Martin Bauer (1901–1970), deutscher Schriftsteller
- Josef Werner Bauer (1926–2013), deutscher Politiker (CSU) und Landrat
- Joseph Bauer (Politiker, 1805) (1805–1865), bayerischer Politiker
- Joseph Bauer (Pfarrer) (1864–1951), deutscher Pfarrer
- Joseph Bauer (Politiker, 1875) (1875–1931), deutscher Politiker (SPD), MdL Hessen
- Joseph Bauer (Politiker, 1880) (1880–1954), deutscher Landwirt und Politiker, MdR
- Joseph Anton Bauer (Musiker) (1725–1808), deutscher Musiker und Komponist
- Joseph Anton Bauer (Maler) (1756–1831), österreichischer Maler, Kupferstecher und Galeriedirektor
- Joseph Anton Bauer (Lithograf) (1820–1904/1905), deutsch-österreichischer Lithograf
- Jürgen Bauer (Wirtschaftswissenschaftler) (* 1951), deutscher Wirtschaftswissenschaftler und Hochschullehrer
- Jürgen Bauer (Mediziner) (* 1957), deutscher Neurologe und Epileptologe
- Jürgen Bauer (Fußballspieler, 1974) (* 1974), österreichischer Fußballspieler
- Jürgen Bauer (Autor) (* 1981), österreichischer Schriftsteller
- Jürgen Bauer (Fußballspieler, 1998) (* 1998), österreichischer Fußballspieler
- Julie Bauer (geb. Julie Stähle; 1879–1968), deutsche Fotografin
- Julije Bauer (1908–1945), jugoslawischer Sprinter
- Julius Bauer (General) (1829–1902), österreichischer Generalmajor
- Julius Bauer (Journalist) (1853–1941), österreichischer Journalist und Schriftsteller
- Julius Bauer (Mediziner, 1879) (1879–1969), deutsch-britischer Kinderarzt
- Julius Bauer (Mediziner, 1887) (1887–1979), österreichisch-US-amerikanischer Internist
- Julius Gustav Bauer (1873–1947), deutscher Agronom und Landwirtschaftslehrer
- Justine Bauer (* 1990), deutsche Filmregisseurin und Drehbuchautorin
- Jutta Bauer (* 1955), deutsche Illustratorin und Schriftstellerin

### K
- K. Jack Bauer (1926–1987), US-amerikanischer Historiker
- Karin Bauer (* 1963), österreichische Sportschützin
- Karl von Bauer (General, 1777) (1777–1847), deutscher General
- Karl Bauer (Lehrer) (1788–1877), deutscher Lehrer und Schriftsteller
- Karl Bauer (General, 1794) (1794–1863), österreichischer Feldmarschallleutnant
- Karl von Bauer (General, 1816) (1816–1896), deutscher Generalmajor
- Karl Bauer (Politiker, 1834) (1834–1895), österreichischer Pfarrer und Politiker
- Karl Bauer (Gärtner) (1853–nach 1908), deutscher Gärtner und Museumsleiter
- Karl Bauer (Architekt, 1868) (1868–1914), deutscher Architekt und Restaurator
- Karl Bauer (Paläontologe) (1868–1927), österreichischer Paläontologe
- Karl Bauer (Maler, 1868) (1868–1942), deutscher Maler und Schriftsteller
- Karl Bauer (Sänger) (1871–1926), deutscher Sänger und Textdichter
- Karl Bauer (Historiker) (1874–1939), deutscher Theologe und Kirchenhistoriker
- Karl Bauer (Maler, 1878) (1878–1962), deutscher Maler, Grafiker und Innenarchitekt
- Karl Bauer (Politiker, 1889) (1889–1967), deutscher Gewerkschafter und Politiker
- Karl Bauer (Jurist) (1895–1968), deutscher Jurist und Richter
- Karl Bauer (Intendant) (1900–1982), deutscher Regisseur und Intendant
- Karl Bauer (Maler, 1905) (1905–1993), österreichischer Maler
- Karl Bauer (Politiker, 1919) (1919–2010), deutscher Kaufmann und Politiker
- Karl Bauer (Heimatforscher) (1922–2002), deutscher Pädagoge und Heimatforscher
- Karl Bauer (Architekt, 1931) (1931–2024), deutscher Architekt
- Karl Bauer (Landschaftsarchitekt) (* 1940), deutscher Landschaftsarchitekt
- Karl Bauer (Weinbau) (1942–2017), österreichischer Weinbauingenieur
- Karl Bauer (Fußballspieler) (* 1951), österreichischer Fußballspieler
- Karl Bloch-Bauer (1901–1968), österreichisch-kanadischer Unternehmer
- Karl-Adolf Bauer (* 1937), deutscher Theologe
- Karl August Bauer (1799–1854), württembergischer Landtagsabgeordneter
- Karl Friedrich Bauer (Generalleutnant) (1762–1812), russlanddeutscher Generalleutnant
- Karl Friedrich Bauer (Revolutionär) (1827–1889), deutscher Revolutionär
- Karl Friedrich Bauer (Mediziner) (1904–1985), deutscher Anatom und Hochschullehrer
- Karl Gottfried Bauer (1765–1842), deutscher Theologe und Prediger
- Karl Heinrich Bauer (1890–1978), deutscher Chirurg und Krebsforscher
- Karlheinz Bauer (Künstler) (1925–1976), deutscher Maler, Objektkünstler und Fotograf
- Karl Heinz Bauer (* 1925), deutscher Jurist und Richter
- Karlheinz Bauer (Unternehmer) (* 1928), deutscher Bauingenieur und Bauunternehmer
- Karlheinz Bauer (Archivar) (* 1935), deutscher Archivar und Autor
- Karl-Heinz Bauer (Fußballspieler) (* 1945), deutscher Fußballspieler
- Karl-Heinz Bauer (Mediziner) (* 1958), deutscher Chirurg
- Karl Hugo Friedrich Bauer (1874–1944), deutscher Chemiker
- Karl Josef von Bauer (1845–1912), deutscher Internist und Klinikdirektor
- Karl Konrad Bauer (1910–1984), österreichischer Verleger
- Karl Ludwig Bauer (1730–1799), deutscher Philosoph
- Karl Michael Bauer (1919–nach 1982), deutscher Urologe und Chirurg
- Karl-Oswald Bauer (* 1949), deutscher Pädagoge
- Karl Werner Bauer (1946–1996), deutscher Maler, Grafiker und Schriftsteller
- Karoline Bauer (1807–1877), deutsche Schauspielerin
- Katharina Bauer (Leichtathletin) (* 1990), deutsche Leichtathletin
- Katharina Bauer (Bogenschützin) (* 1995), deutsche Bogenschützin
- Käthe Bauer-Mengelberg (1894–1968), deutsche Soziologin
- Kathleen Bauer (* 1974), deutsche Musicaldarstellerin und Schauspielerin
- Katja Bauer (* 1968), deutsche Journalistin
- Kirill Bauer (* 2000), kasachischer Biathlet
- Klara Bauer (Pseudonym Karl Detlef; 1836–1876), deutsche Schriftstellerin
- Klaus Bauer (* 1942), deutscher Rechtsanwalt
- Klaus-Jürgen Bauer (1963–2025), österreichischer Architekt und Autor
- Klemen Bauer (* 1986), slowenischer Biathlet
- Konrad Bauer, bekannt als Conny Bauer (* 1943), deutscher Posaunist
- Konrad Friedrich Bauer (1903–1970), deutscher Typograf und Lehrer
- Konstantin Bauer (1852–1924), deutscher Maler, siehe Constantin Bauer (Maler)
- Konstantin Bauer (1883–1966), deutscher Schriftsteller, siehe Constantin Bauer (Schriftsteller)
- Kristina Bauer (* 1973), deutsche Filmregisseurin und Drehbuchautorin, siehe Tina von Traben
- Kurt Bauer (Politiker) (1900–1945), deutscher Jurist und Politiker (NSDAP)
- Kurt Bauer (Maler) (1903–1993), deutscher Maler
- Kurt Bauer (Bildhauer) (1906–1981), deutscher Bildhauer
- Kurt Bauer (Ornithologe) (Kurt Max Bauer; 1926–2016), österreichischer Ornithologe
- Kurt Bauer (Pianist) (1928–2017), deutscher Pianist und Klavierlehrer
- Kurt Bauer (Beamter), österreichischer Beamter
- Kurt Bauer (Historiker) (* 1961), österreichischer Historiker

### L
- Laura Bauer (Handballspielerin) (* 1989), österreichische Handballspielerin
- Laura Bauer (Skirennläuferin) (* 1993), südafrikanische Skirennläuferin
- Leni Bauer-Ecsy (1905–1995), deutsche Bühnen- und Kostümbildnerin
- Leo Bauer (Maler) (1872–1960), deutscher Maler und Radierer
- Leo Bauer (Leopold Bauer; 1912–1972), deutscher Politiker (KPD, SED, SPD) und Publizist
- Leon Bauer (* 1998), deutscher Boxer
- Leonardo Bauer (auch Leo Bauer; * 1945), deutscher Gastronom
- Leonhard Bauer (Missionslehrer) (1865–1964), deutscher Missionslehrer und Dialektologie
- Leonhard Bauer (Volkswirt) (1940–2020), österreichischer Nationalökonom
- Leopold Bauer (Architekt) (1872–1938), österreichischer Architekt
- Leopold Bauer (Konstrukteur) (1887–1977), österreichischer Flugzeugkonstrukteur
- Leopold Bauer (Schauspieler), Schauspieler und Drehbuchautor
- Leopold Bauer (Badminton) (* um 1945), österreichischer Badmintonspieler
- Leopold Bauer (Regisseur) (auch Leo Maria Bauer; * 1961), österreichischer Autor und Regisseur
- Lisa Bauer (Illustratorin) (1920–2003), schwedische Illustratorin und Glaskünstlerin
- Lisa Bauer, Pseudonym von Lisa Fitz (* 1951), deutsche Kabarettistin, Schauspielerin und Sängerin
- Lisa Bauer (Hockeyspielerin) (* 1960), kanadische Hockeyspielerin
- Lisa Bauer (Inlineskaterin), deutsche Inline-Speedskaterin
- Lorenz Bauer (1880–1969), deutscher Theologe und Hochschullehrer
- Lothar Bauer (Musiker) (1928–2018), deutscher Volksmusiker
- Lothar Bauer (Fußballspieler), deutscher Fußballspieler
- Lothar Bauer (Pfarrer) (* 1955), deutscher Pfarrer und Historiker
- Lothar Bauer (Grafiker) (* 1961), deutscher Grafiker
- Louis Bauer (Sänger), deutscher Opernsänger (Bass)
- Louis Agricola Bauer (1865–1932), US-amerikanischer Geophysiker
- Louis H. Bauer (Louis Hopewell Bauer; 1888–1964), US-amerikanischer Internist und Flugmediziner
- Lubomír Bauer (* 1947), tschechischer Eishockeyspieler
- Lucas Bauer (Maler) (1708–1762), deutscher Maler und Galeriedirektor
- Lucas Bauer (Herpetologe) (auch Luuc Bauer; * 1936), niederländischer Herpetologe
- Lucas Bauer (Schauspieler) (* 1994), deutscher Schauspieler
- Lucas Bauer (Handballspieler) (* 1995), deutscher Handballtorwart
- Ludwig Bauer (um 1508–nach 1540), deutscher Theologe und Reformator, siehe Ludwig Agricola
- Ludwig Bauer (Richter), deutscher Richter
- Ludwig Bauer (Pädagoge) (1832–1910), deutscher Pädagoge, Klassischer Philologe und Schriftsteller
- Ludwig Bauer (Mediziner) (1863–1911), deutscher Arzt und Politiker
- Ludwig Bauer (Brauer), deutscher Brauer
- Ludwig Bauer (Dramatiker) (1876–1935), deutscher Dramatiker und Journalist
- Ludwig Bauer (Architekt, 1880) (1880–1955), deutscher Architekt
- Ludwig Bauer (Märtyrer) (1891–1942), deutscher römisch-katholischer Gärtnereibesitzer und Märtyrer
- Ludwig Bauer (Geistlicher) (1904–1988), deutscher Priester
- Ludwig Bauer (Architekt, 1904) (1904–1991), deutscher Architekt, Zeichner und Fotograf
- Ludwig Bauer (Didaktiker) (1911–2005), deutscher Geographiedidaktiker und Hochschullehrer
- Ludwig Bauer (Geograph) (* 1927), deutscher Geograph und Naturschützer
- Ludwig Bauer (Architekt, 1929) (1929–2003), deutscher Architekt
- Ludwig Bauer (Schriftsteller) (* 1941), kroatischer Schriftsteller
- Ludwig Amandus Bauer (auch Louis Bauer; 1803–1846), deutscher Historiker und Dichter
- Lukáš Bauer (* 1977), tschechischer Skilangläufer
- Lukas Bauer (Volleyballspieler) (* 1989), deutscher Volleyballspieler

### M
- Malick Bauer (* 1991), deutscher Schauspieler
- Manfred Bauer (Fußballspieler) (1932–2014), deutscher Fußballspieler
- Manfred Bauer (Mediziner) (1937–2024), deutscher Psychiater und Hochschullehrer
- Manfred Bauer (Geodät) (* 1941), deutscher Geodät
- Manfred Bauer (Schachspieler) (* 1951), deutscher Schachspieler
- Manfred Bauer (Physiker) (* 1955), deutscher Physiker
- Manfred Bauer (Schriftsteller) (1957–2012), österreichischer Journalist und Schriftsteller
- Manfred Bauer (Meteorologe) (* 1967), auch Manfred Bauer-Mirecka, österreichischer Meteorologe
- Manuel Bauer (* 1966), Schweizer Fotograf
- Marc Bauer (* 1975), Schweizer Künstler
- Marcel Bauer (Journalist) (* 1946), belgischer Schriftsteller und Journalist
- Marcel Bauer (Politiker) (* 1992), deutscher Politiker (Die Linke)
- Marga Noeggerath-Bauer (1906–1991), deutsche Germanistin, Übersetzerin und Lyrikerin
- Maria Bauer (1898–1995), deutsche Lehrerin und Schriftstellerin
- Marian Bauer (* 2005), deutscher Eishockeyspieler
- Marianne Bauer (geb. Marianne Jaegers; * 1921), deutsche Malerin
- Marion Bauer (Marion Eugénie Bauer; 1882–1955), US-amerikanische Komponistin
- Marion Dane Bauer (* 1938), US-amerikanische Schriftstellerin
- Marius Bauer (Maler) (1867–1932), niederländischer Maler, Cartoonist und Lithograf
- Marius Bauer (Skilangläufer) (* 2000), deutscher Skilangläufer
- Markus Bauer (* 1971), deutscher Politiker (SPD)
- Martin Bauer (Buchbinder) (1793–1867), Hausbuchbinder Goethes
- Martin Bauer (Animator) (1919–??), österreichischer Animator
- Martin Bauer (Theologe) (1926–2020), deutscher Theologe und Philologe
- Martin Bauer (Autor) (* 1975), deutscher Kabarettist, Journalist und Produzent
- Martin Bauer (Rennfahrer) (* 1975), österreichischer Motorradrennfahrer
- Martin Bauer (Radsportler) (* 1994), deutscher Radrennfahrer
- Martin Anton Bauer (1777–nach 1803), deutscher Trompeter
- Martin Joseph Bauer (1775–nach 1823), deutscher Maler
- Matthias Bauer (Musiker) (* 1959), deutscher Jazzmusiker
- Matthias Bauer (Germanist) (* 1962), deutscher Germanist und Hochschullehrer
- Matthias Bauer (Schriftsteller) (* 1973), österreichischer Schriftsteller und Filmproduzent
- Matti Bauer (* 1955), deutscher Dokumentarfilmer
- Max Bauer (Schriftsteller) (1829–1914), deutscher Schriftsteller und Jurist
- Max Bauer (Mineraloge) (1844–1917), deutscher Mineraloge
- Max Bauer (Publizist) (1861–1932), deutscher Publizist und Journalist
- Max Bauer (Offizier) (1869–1929), deutscher Offizier und Waffenhändler
- Max Bauer (Radsportler) (1886–1916), deutscher Radrennfahrer und Schrittmacher
- Max Bauer (Drehbuchautor), deutscher Drehbuchautor
- Max Bauer (Politiker), deutscher Politiker (SED), MdL Mecklenburg-Vorpommern
- Max Bauer (Landrat) (1906–nach 1960), deutscher Landrat
- Maximilian Bauer (* 1969), deutscher Journalist, Fotograf und Grafiker, siehe Max Dax
- Maximilian Bauer (Fußballspieler, 1995) (* 1995), deutscher Fußballspieler (Schweinfurt)
- Maximilian Bauer (Fußballspieler, 2000) (* 2000), deutscher Fußballspieler (Fürth)
- Melanie Bauer-Ziech (1861–1928), deutsche Harfenistin
- Melchior Bauer (1733–nach 1770), deutscher Flugzeugkonstrukteur
- Merlin Bauer (* 1974), österreichischer Konzeptkünstler
- Michael Bauer (Sänger) (1662–1745), deutscher Sänger
- Michael Bauer (Anthroposoph) (1871–1929), deutscher Lehrer, Anthroposoph und Autor
- Michael Bauer (Schriftsteller) (* 1947), deutscher Schriftsteller, Journalist und Redakteur
- Michael Bauer (Journalist) (* 1954), deutscher Journalist und Filmemacher
- Michael Bauer (Synchronsprecher) (* 1956), deutscher Synchronsprecher
- Michael Bauer (Mediziner, 1957) (* 1957), deutscher Psychiater und Hochschullehrer
- Michael Bauer (Mediziner, 1963) (* 1963), deutscher Anästhesist
- Michael Bauer (Lichtdesigner), deutscher Lichtdesigner
- Michael Bauer (Basketballspieler) (* 1981), US-amerikanischer Basketballspieler
- Michael Bauer (Kabarettist) (* 1983), österreichischer Kabarettist und Content-Creator
- Michael D. Bauer (* 1979), deutscher Volkswirt und Hochschullehrer
- Michael Emanuel Bauer (* 1974), deutscher Komponist
- Michael Gerard Bauer (* 1955), australischer Schriftsteller
- Michael Josef Bauer (1886–nach 1954), deutscher Mediziner und Ministerialbeamter
- Michael W. Bauer (* 1969), deutscher Politik- und Verwaltungswissenschaftler
- Michelle Bauer (* 1958), US-amerikanische Schauspielerin
- Mike Bauer (* 1959), US-amerikanischer Tennisspieler
- Miriam Bauer, Geburtsname von Miriam Zeimet (* 1978), deutsche Biathletin
- Monique Bauer-Lagier (1922–2006), Schweizer Politikerin (LPS)
- Moritz Bauer (Fabrikant) (Moritz Peter Maria Bauer; 1812–1895), österreichischer Zuckerfabrikant und Unternehmensgründer
- Moritz Bauer (Politiker) (1817–1897), deutscher Kaufmann und Politiker
- Moritz Bauer (Musiker) (1875–1932), deutscher Mediziner, Musikwissenschaftler und Komponist
- Moritz Bauer (Fußballspieler) (* 1992), österreichisch-schweizerischer Fußballspieler

### N
- Natalie Bauer-Lechner (1858–1921), österreichische Bratschistin
- Nicole Bauer (* 1987), deutsche Politikerin (FDP), MdB
- Nikolai Pawlowitsch Bauer (1888–1942), sowjetischer Numismatiker und Hochschullehrer

### O
- Olga Bauer-Pilecka (1887–1941), österreichische Oratorien- und Konzertsängerin
- Oskar Bauer (Komponist) (auch Oscar Bauer), Komponist
- Oskar Bauer (Maler) (1891–1964), deutscher Lehrer, Maler und Museumsgründer
- Oskar Bauer (Bildhauer), deutscher Bildhauer
- Oskar Bauer (Fußballspieler) (* 1956), deutscher Fußballspieler
- Oswald Bauer (1876–1936), deutsch-baltischer Metallurg
- Otmar Bauer (Mediziner) (1904–1985), deutscher Gynäkologe und Hochschullehrer
- Otmar Bauer (Pflanzenphysiologe) (* 1935), deutscher Pflanzenphysiologe und Rebzüchter
- Otmar Bauer (Künstler) (1945–2004), österreichischer Aktionskünstler
- Otto Bauer (Politiker, 1850) (1850–1916), deutscher Politiker
- Otto Bauer (Tiermediziner) (1874–1946), deutscher Generalveterinär
- Otto Bauer (Unternehmer) (1878–1936), deutschbaltischer Unternehmer und Manager
- Otto Bauer (1881–1938), österreichischer Politiker (SDAP)
- Otto Bauer (Jurist) (1888–1944), deutscher Jurist
- Otto Bauer (Politiker, 1897) (1897–1986), österreichischer Politiker (SDAP, SPÖ) und Widerstandskämpfer
- Otto Bauer (Forstwissenschaftler) (* 1931), deutscher Forstwissenschaftler
- Otto Bauer (Pornodarsteller) (* 1965), US-amerikanischer Pornodarsteller und -regisseur
- Otto Heinrich Bauer (1900–1991), österreichischer Architekt

### P
- Patrick Bauer (Journalist) (* 1983), deutscher Journalist und Schriftsteller
- Patrick Bauer (Fußballspieler) (* 1992), deutscher Fußballspieler
- Paul Bauer (General) (1880–1948), deutscher Generalmajor
- Paul Bauer (Bergsteiger) (1896–1990), deutscher Bergsteiger, Schriftsteller und Sportfunktionär
- Peter Bauer (Unternehmer), deutscher Unternehmer
- Peter Bauer (Künstler, 1859) (1859–1905), deutscher Illustrator und Maler
- Peter Bauer (Architekt) (1912–nach 1968), deutscher Architekt
- Peter Bauer (Schauspieler) (* 1939), deutscher Schauspieler
- Peter Bauer (Dirigent) (* 1943/1944), deutscher Dirigent
- Peter Bauer (Journalist), deutscher Fernsehjournalist
- Peter Bauer (Politiker) (* 1949), deutscher Politiker
- Peter Bauer (Künstler, 1951) (* 1951), deutscher Maler, Grafiker und Cartoonist
- Peter Bauer (Manager) (* 1960), deutscher Manager
- Peter Bauer (Volleyballspieler), deutscher Volleyballspieler
- Peter Bauer (Snowboarder) (* 1967), deutscher Snowboarder
- Peter Ruhenstroth-Bauer (* 1956), deutscher Politiker (SPD)
- Peter A. Bauer (* 1969), deutscher Percussionist, Komponist und Zeichner
- Peter Paul von Bauer (1889–nach 1945), Geograph und Luftfahrtmanager
- Peter Thomas Bauer (1915–2002), britischer Ökonom
- Petra Bauer (Biathletin), deutsche Biathletin
- Petra A. Bauer (* 1964), deutsche Autorin
- Philipp Bauer (General) (Johann Philipp Bauer; 1775–1851), deutscher Generalleutnant
- Philipp Bauer (Unternehmer) (auch Filipp Bauer; 1853–1913), österreichischer Textilunternehmer
- Philipp Bauer (Handballspieler) (* 1996), deutscher Handballspieler
- Philippe Bauer (* 1962), Schweizer Politiker (FDP)
- Pia Bauer (1871–1954), deutsche Krankenschwester

### R
- Raimund Bauer (Heimatforscher) (1913–2000), österreichischer Jurist und Heimatforscher
- Raimund Bauer (Bühnenbildner) (* 1955), deutscher Bühnenbildner
- Ralf Bauer (* 1966), deutscher Schauspieler
- Ralf Bauer (Botaniker), deutscher Botaniker
- Raphael Bauer (* 2005), österreichischer Fußballspieler
- Reinhard Vom Bauer (* 1945), deutscher Schauspieler
- Reinhard Bauer (* 1950), deutscher Historiker und Politiker
- Reinhold Bauer (Schauspieler) (1871–1961), deutscher Schauspieler
- Reinhold Bauer (Eishockeyspieler) (* 1950), deutscher Eishockeyspieler und -trainer
- Reinhold Bauer (Historiker) (* 1965), deutscher Historiker
- Renate Bauer (Moderatorin) (* 1939), deutsche Schauspielerin und Fernsehmoderatorin
- Renate Bauer, späterer Name von Renate Vogel (* 1955), deutsche Schwimmerin
- Renate Bauer (Politikerin) (* 1962), österreichische Politikerin (SPÖ)
- Richard Bauer (Geigenbauer), deutscher Geigenbauer
- Richard Bauer (Architekt) (1875–1935), deutscher Architekt
- Richard Bauer (Mediziner, 1879) (1879–1959), österreichischer Internist
- Richard Bauer (Ingenieur) (1898–1962), deutscher Luftfahrtingenieur
- Richard Bauer (Maler) (1916–2005), deutscher Maler
- Richard Bauer (Schauspieler) (1939–1999), US-amerikanischer Schauspieler
- Richard Bauer (Historiker) (* 1943), deutscher Historiker und Archivar
- Richard Bauer (Mediziner, 1946) (* 1946), deutscher Nuklearmediziner
- Richard Bauer (Fussballspieler) (* 1953), Schweizer Fußballspieler
- Rob Bauer (* 1962), niederländischer Admiral
- Robert Bauer (Politiker, 1882) (1882–1956), deutscher Politiker (DNVP, SLV)
- Robert Bauer (Politiker, 1898) (1898–1965), deutscher Politiker (NSDAP)
- Robert Bauer (Mediziner) (1898–1975), deutscher Strahlentherapeut und Hochschullehrer
- Robert Bauer (Geistlicher) (1904–2001), deutscher Geistlicher
- Robert Bauer (Mykologe) (1950–2014), deutscher Pilzkundler
- Robert Bauer (Manager) (* 1960), Vorsitzender des Vorstands der SICK AG
- Robert Bauer (Schachspieler) (* 1967), deutscher Schachspieler
- Robert Bauer (Fußballspieler) (* 1995), deutscher Fußballspieler
- Robert Bauer-Haderlein (1914–1996), deutscher Bildhauer
- Robert Theodore Bauer, eigentlicher Name von Bobby Bauer (1915–1964), kanadischer Eishockeyspieler
- Roger Bauer (1918–2005), französischer Literaturwissenschaftler
- Roland Bauer (Historiker) (1928–2017), deutscher Historiker, Hochschullehrer und Parteifunktionär (SED)
- Roland Bauer (Künstler) (* 1943), deutscher Bildhauer und Maler
- Roland Bauer (Fotograf) (* 1950), deutscher Fotograf
- Roland Bauer (Romanist) (* 1959), österreichischer Romanist
- Rolf Bauer (Historiker, 1910) (1910–??), österreichischer Historiker
- Rolf Bauer (1920–2008), deutscher Tontechniker, siehe Bauer Studios
- Rolf Bauer (Politiker) (1930–2023), deutscher Politiker (CSU)
- Rolf Bauer (Musiker) (* 1938), deutscher Musiker und Komponist
- Rolf Bauer (Historiker, 1984) (* 1984), österreichischer Historiker
- Rolf Peter Bauer (1912–1960), deutscher Zeichner und Karikaturist
- Rosa Bauer (1922–2013), deutsche Sozialarbeiterin
- Rosemarie Bauer (Künstlerin) (* 1936), deutsche Malerin und Dichterin
- Rosemarie Bauer (Politikerin) (* 1944), österreichische Politikerin (ÖVP)
- Roswitha Bauer (* 1959), österreichische Politikerin (SPÖ)
- Rotraud Bauer (1941–2006), österreichische Kunsthistorikerin
- Rudi Bauer (Komponist) (* 1932), deutscher Musiker und Komponist
- Rudi Bauer (Schlagzeuger) (* 1971), deutscher Schlagzeuger und Multipercussionist
- Rudolf Bauer (Leichtathlet) (1879–1932), ungarischer Leichtathlet
- Rudolf Bauer (Musiker) (1880–1971), deutscher Bratschist
- Rudolf Bauer (Künstler) (1889–1953), deutscher Maler
- Rudolf Bauer (Pomologe) (1910–1982), deutscher Beerenobstzüchter
- Rudolf Bauer (Musikwissenschaftler) (1912–??), deutscher Musikwissenschaftler
- Rudolf Bauer (Politiker, I), österreichischer Politiker (ÖVP)
- Rudolf Bauer (Entomologe) (1929–2003), deutscher Lehrer und Entomologe
- Rudolf Bauer (Mediziner) (* 1937), österreichischer Chirurg und Orthopäde
- Rudolf Bauer (Politiker, 1957) (* 1957), slowakischer Politiker
- Rudolph Bauer (* 1939), deutscher Sozialwissenschaftler und Künstler

### S
- Sally Bauer (1908–2001), schwedische Schwimmerin
- Sam Bauer (* 1994), deutscher Synchronsprecher
- Sascha Bauer (Eishockeyspieler) (* 1995), österreichischer Eishockeyspieler
- Sascha Oliver Bauer (1979–2024), deutscher Regisseur, Schauspieler, Hörspielsprecher und Kulturmanager
- Sebastian Bauer (Politiker) (1867–1931), deutscher Geistlicher und Politiker (Zentrum)
- Sebastian Bauer (Mediziner) (* 1973), deutscher Mediziner und Hochschullehrer
- Sebastian Bauer (Fußballspieler) (* 1992), österreichischer Fußballspieler
- Sebastian Bauer (Kameramann), deutscher Kameramann
- Sepp Bauer (1893–??), deutscher Schriftsteller
- Seth Bauer (* 1959), US-amerikanischer Ruderer
- Shermin Bauer (* 1980), deutsche Schauspielerin
- Sibylle Bauer (* 1957), deutsche Prähistorikerin
- Siegfried Bauer (Bildhauer) (1880–1942), österreichischer Bildhauer
- Siegfried Bauer (Kirchenmusiker) (* 1944), deutscher Kirchenmusiker und Hochschullehrer
- Siegfried Bauer (Agrarökonom) (1949–2023), deutscher Agrarökonom und Hochschullehrer für Projekt- und Regionalplanung
- Siegfried Bauer (Fußballspieler) (* 1954), österreichischer Fußballspieler
- Siegfried Bauer (Physiker) (1961–2018), deutscher Physiker und Hochschullehrer
- Siegfried Bauer (Triathlet) (* 1976), österreichischer Duathlet und Wintertriathlet
- Siegfried J. Bauer (Siegfried Josef Bauer; 1930–2021), österreichischer Weltraumforscher
- Sigurd Bauer (* 1943), österreichischer Staatsbeamter
- Silke Bauer (* 1982), deutsche Bühnenbildnerin
- Simon Bauer (1851–1897), ungarischer Philologe
- Simone Bauer (Fechterin) (* 1973), deutsche Fechterin
- Simone Bauer (Journalistin) (* 1990), deutsche Journalistin und Moderatorin
- Solvejg Bauer (* 1976), deutsche Regisseurin, Intendantin und Hochschullehrerin
- Sophie Bauer (* 1939), österreichische Politikerin (SPÖ)
- Stefan Bauer (Vibraphonist) (* 1956), deutscher Jazzmusiker
- Stefan Bauer (Mathematiker) (* 1960), deutscher Mathematiker und Hochschullehrer
- Stefan Bauer (Übersetzer) (* 1961), deutscher Übersetzer
- Stefan Bauer (Mediziner) (Stefan Michael  Bauer; * 1966), deutscher Immunologe und Hochschullehrer
- Stefan Bauer (Pianist), deutscher Jazzmusiker, Musikpädagoge und Autor
- Stefan Bauer (Arachnologe), deutscher Arachnologe
- Stefan Bauer (Politiker) (* 1969), deutscher Politiker, Bürgermeister von Henstedt-Ulzburg
- Stefan Bauer (Historiker) (* 1972), deutscher Historiker
- Stephan Bauer (Nationalökonom) (1865–1934), Schweizer Nationalökonom und Hochschullehrer
- Stephan Bauer (Kontrabassist) (* 1964), deutscher Kontrabassist und Pädagoge
- Stephan Bauer (Kabarettist) (* 1968), deutscher Kabarettist und Komiker
- Stephan Bauer (Eishockeyspieler) (* 1973), deutscher Eishockeyspieler und -schiedsrichter
- Stephan Bauer (Footballspieler) (* 1974), deutscher American-Football-Spieler und -Trainer
- Stéphane Bauer (* 1962), französischer Ausstellungskurator
- Steve Bauer (Steven Todd Bauer; * 1959), kanadischer Radrennsportler
- Steven Bauer (* 1956), US-amerikanischer Schauspieler
- Susanne Bauer (* 1957), deutsche Psychologin, Musiktherapeutin und Hochschullehrerin
- Sybil Bauer (1903–1927), US-amerikanische Schwimmerin

### T
- Tanja Bauer (Moderatorin) (* 1969), österreichische Moderatorin
- Tanja Bauer (Biathletin) (* 1975), deutsche Biathletin
- Tanja Bauer (Politikerin) (* 1983), Schweizer Politikerin (SP)
- Theo Bauer (Musiker) (Theodor Ludwig Bauer; 1872–1945), deutscher Violinist
- Theo Bauer (Orientalist) (1896–1957), deutscher Orientalist
- Theodor Bauer (Kaufmann) (1803–1877), österreichischer Großhändler aus Brünn (Brno) und Orientreisender
- Theodor Bauer (Richter) (1814–1879), königlich bayerischer Landrichter in Miltenberg
- Theodor Bauer (Architekt) (1854–1919), österreichischer Architekt und Baumeister
- Theodor Bauer (Politiker) (1858–1944), deutscher Jurist und Politiker (DVP), MdL Thüringen
- Theodor Bauer (1873–1933), deutscher Offizier und Politiker, MdL Baden, siehe Georg Theodor Bauer
- Theodor Bauer (Bobfahrer), deutscher Bobfahrer
- Theodora Bauer (* 1990), österreichische Autorin
- Theophil Bauer (1775–1847), deutscher Hydrotekt und Wasserbaumeister
- Théophile Bauer, belgischer Turner
- Theresia Bauer (* 1965), deutsche Politikerin (Bündnis 90/Die Grünen)
- Theresia Bauer (Historikerin), deutsche Historikerin
- Thomas Bauer (Theologe) (1821–1893), deutscher Theologe und Ordensgeistlicher
- Thomas Bauer (Ökologe) (* 1943), deutscher Ökologe und Hochschullehrer
- Thomas Bauer (Verwaltungsbeamter, 1955) (* 1955), Schweizer Jurist und Verwaltungsbeamter
- Thomas Bauer (Unternehmer) (* 1955), deutscher Bauunternehmer, Verbandsfunktionär und Politiker
- Thomas Bauer (Verwaltungsbeamter, 1957) (* 1957), deutscher Jurist und Verwaltungsbeamter
- Thomas Bauer (Arabist) (* 1961), deutscher Arabist und Islamwissenschaftler
- Thomas Bauer (Historiker) (* 1961), deutscher Historiker
- Thomas Bauer (Schauspieler) (* 1962), deutscher Schauspieler
- Thomas Bauer (Fußballspieler) (* 1969), österreichischer Fußballspieler
- Thomas Bauer (Schriftsteller) (* 1976), deutscher Dichter und Schriftsteller
- Thomas Bauer (Mikrobiologe) (* 1979), österreichischer Mikrobiologe
- Thomas Bauer (Shorttracker) (* 1984), deutscher Shorttrackläufer und Trainer
- Thomas Bauer (Handballspieler) (* 1986), österreichischer Handballtorwart
- Thomas Bauer-Friedrich (* 1976), deutscher Kunsthistoriker
- Thomas E. Bauer (Thomas Eduard Bauer; * 1970), deutscher Sänger (Bariton)
- Thomas Gottfried Bauer (* 1964), deutscher Mediävist und Kirchenhistoriker
- Thomas Johann Bauer (* 1973), deutscher Theologe und Hochschullehrer
- Thomas K. Bauer (* 1968), deutscher Ökonom
- Thorsten Bauer (* 1977), deutscher Fußballspieler
- Tim Bauer (* 1985), deutscher Fußballspieler
- Tina Bauer-Pezellen (1897–1979), deutsche Malerin und Lithografin
- Tobias Bauer (* 1988), deutscher Fußballspieler
- Tom Bauer (* 1996), deutscher Fußballschiedsrichter
- Tomáš Bauer (* 1932), tschechoslowakischer Wasserspringer
- Tony Bauer (* 1995), deutscher Comedian
- Torsten Bauer (* 1961), deutscher Schauspieler
- Tristán Bauer (* 1959), argentinischer Filmregisseur

### U
- Udo Bauer (* 1959), deutscher Leichtathlet
- Uli Bauer (* 1957), deutscher Schauspieler und Kabarettist
- Ullrich Bauer (* 1971), deutscher Sozialwissenschaftler und Hochschullehrer
- Ulrich Bauer (1956–2001), deutscher Komponist
- Ulrike Bauer-Eberhardt (* 1955), deutsche Kunsthistorikerin und Textilrestauratorin
- Ulrike Halbe-Bauer (* 1949), deutsche Schriftstellerin und Übersetzerin
- Ulrike Toellner-Bauer (1959–2012), deutsche Krankenschwester und Hochschullehrerin
- Ursula Bauer (1947–2024), Schweizer Autorin
- Uschi Bauer (* 1950), deutsche Sängerin
- Ute Meta Bauer (* 1958), deutsche Kuratorin und Hochschullehrerin
- Uwe Bauer (* 1960), deutscher Fußballspieler

### V
- Valentin Bauer (Politiker) (1885–1974), deutscher Politiker (SPD), MdL Rheinland-Pfalz
- Valentin Bauer (Basketballspieler) (* 1994), österreichischer Basketballspieler
- Veronika Bauer (* 1979), kanadische Freestyle-Skierin
- Victor Bauer (Unternehmer) (1876–1939), österreichischer Unternehmer
- Victor Bauer (Maler) (1902–1959), österreichischer Maler und Widerstandskämpfer
- Viktor von Bauer (1847–1911), österreichischer Fabrikant
- Viktor Bauer (Politiker) (1885–1977), deutscher Politiker (NSDAP)
- Viktor Bauer (Offizier) (1915–1969), deutscher Luftwaffenoffizier
- Viola Bauer (* 1976), deutsche Skilangläuferin
- Vladimír Bauer (1925–1991), tschechischer Sänger
- Volker Bauer (* 1971), deutscher Politiker (CSU)

### W
- Walter Bauer (Theologe) (1877–1960), deutscher Theologe
- Walter Bauer (Chemiker) (1893–1968), deutscher Chemiker
- Walter Bauer (Mediziner) (1898–1963), US-amerikanischer Mediziner
- Walter Bauer (Schriftsteller, 1898) (1898–1970), deutscher Kaufmann und Schriftsteller
- Walter Bauer (Schriftsteller, 1904) (1904–1976), deutsch-kanadischer Schriftsteller
- Walter Bauer (Politiker, 1919) (1919–2011), deutscher Politiker (CDU)
- Walter Bauer (Politiker, 1922) (1922–2000), österreichischer Politiker (FPÖ), Oberösterreichischer Landtagsabgeordneter
- Walter Bauer (Maler) (* 1952), deutscher Maler
- Walter Bauer-Heyd († 1966), deutscher Journalist
- Walter Bauer-Wabnegg (* 1954), deutscher Politiker (CDU)
- Walter Albert Bauer (1901–1968), deutscher Unternehmer
- Walter Alexander Bauer (auch Alexander Walter Bauer; 1921–2011), deutscher Schriftsteller
- Walter Alois Bauer (1924–2014), deutscher Politiker (SPD)
- Walther Bauer (Fabrikant) (1877–nach 1945), deutscher Fabrikant
- Walther Bauer (Mediziner) (1902–nach 1958), deutscher Chirurg und Gynäkologe
- Walther Bauer (Maler) (Maler vom Weiherberg; * 1923), deutscher Maler
- Werner Bauer (Schriftsteller) (1925–1994), deutscher Schriftsteller und Dramatiker
- Werner Bauer (Künstler) (1934–2021), deutscher Künstler
- Werner Bauer (Germanist) (1939–2016), österreichischer Germanist
- Werner Bauer (Unternehmer), deutscher Unternehmer, Mitbegründer von D&W
- Werner Bauer (Manager) (* 1950), deutscher Manager und Hochschullehrer
- Werner M. Bauer (1941–2015), österreichischer Literaturwissenschaftler
- Werner T. Bauer (Werner Thomas Bauer; * 1958), österreichischer Ethnologe und Dokumentarfilmer
- Wilfried Bauer (Fotograf) (1944–2005), deutscher Fotograf
- Wilfried Bauer (Geologe) (* 1963), deutscher Geologe und Polarforscher
- Wilhelm Bauer (Politiker, I), deutscher Politiker, MdPL Posen
- Wilhelm Bauer (General) (1819–1890), deutscher Generalmajor
- Wilhelm Bauer (Ingenieur) (1822–1875), deutscher U-Boot-Konstrukteur
- Wilhelm Bauer (Unternehmer, 1864) (1864–1932), deutscher Unternehmer
- Wilhelm Bauer (Schauspieler) (1864–nach 1939), österreichischer Schauspieler und Sänger
- Wilhelm Bauer (Rennfahrer) (1865–1900), österreichischer Automobilrennfahrer
- Wilhelm Bauer (Heimatforscher, 1875) (1875–1948), deutscher Lehrer und Heimatforscher
- Wilhelm Bauer (Historiker) (1877–1953), österreichischer Historiker
- Wilhelm Bauer (Zahnmediziner) (1886–1956), österreichischer Zahnmediziner und Hochschullehrer
- Wilhelm Bauer (Kirchenrat) (1889–1969), deutscher Kirchenrat
- Wilhelm Bauer (Politiker, 1890) (1890–1965), deutscher Politiker (CDU), MdL Hessen
- Wilhelm Bauer (Architekt, 1893) (1893–nach 1940), deutscher Architekt
- Wilhelm Bauer (Unternehmer, 1899) (1899–nach 1973), deutscher Unternehmer
- Wilhelm Bauer (Ökonom) (1904–1974), deutscher Ökonom
- Wilhelm Bauer (Architekt, 1906) (1906–nach 1972), deutscher Architekt
- Wilhelm Bauer, Pseudonym von Anton Burger (SS-Mitglied) (1911–1991), österreichischer SS-Obersturmführer
- Wilhelm Bauer (Heimatforscher, 1924) (1924–2013), deutscher Heimatforscher
- Wilhelm Bauer (Leichtathlet) (* 1928), deutscher Leichtathlet
- Wilhelm Bauer (Wirtschaftsingenieur) (* 1957), deutscher Wirtschaftsingenieur
- Wilhelm Bauer (Züchter) (* 1972), deutscher Züchter und Autor
- Wilhelm Gottfried Bauer (1790–1855), deutscher Maler
- Wilhelm Ludwig Bauer (Jurist) (1753–1812), deutscher Jurist
- Willi Bauer (Politiker), deutscher Politiker (NDPD), MdL Sachsen-Anhalt
- Willi Bauer (Musiker), deutscher Trompeter
- Willi Bauer (Maler) (* 1923), deutscher Maler
- Willi Bauer (* 1942), österreichischer Bergsteiger
- William Otto Bauer (1886–1943), deutscher Handelsreisender und NS-Opfer
- Willy Bauer (Naturschützer) (1930–1991), deutscher Naturschützer
- Willy Bauer (Rennfahrer) (* 1947), deutscher Motocross-Rennfahrer
- Wolf Bauer (Politiker) (* 1939), deutscher Politiker (CDU)
- Wolf Bauer (Filmproduzent) (* 1950), deutscher Filmproduzent
- Wolfgang Bauer (Philologe) (1828–1880), deutscher Altphilologe und Lehrer
- Wolfgang Bauer (Sinologe) (1930–1997), deutscher Sinologe
- Wolfgang Bauer (Heimatforscher) (* 1933), deutscher Heimatforscher und Archäologe
- Wolfgang Bauer (Schachspieler) (1936–2011), deutscher Schachspieler
- Wolfgang Bauer (Autor) (* 1940), deutscher Psychologe und Autor
- Wolfgang Bauer (Schriftsteller) (1941–2005), österreichischer Schriftsteller
- Wolfgang Bauer (Physiker) (* 1959), deutscher Physiker
- Wolfgang Bauer (Fußballspieler) (* 1959), österreichischer Fußballspieler
- Wolfgang Bauer (Trompeter) (* 1965), deutscher Trompeter
- Wolfgang Bauer (Geodät) (* 1970), deutscher Geodät
- Wolfgang Bauer (Journalist) (* 1970), deutscher Journalist
- Wolfgang Maria Bauer (* 1963), deutscher Schauspieler, Autor und Regisseur
- Wolfgang-Michael Bauer (* 1986), österreichischer Komponist
- Wolfram Bauer, deutscher Tischtennisspieler

### X
- Xaver Bauer (1939–2023), deutscher Politiker und Verwaltungsbeamter

### Y
- Yehuda Bauer (1926–2024), israelischer Historiker
- Yvonne Bauer (* 1977), deutsche Verlegerin

### Z
- Zenta Bauer, deutsche Leichtathletin

### Ohne bekannten Vornamen
- Bauer (Instrumentenbauer) († nach 1876), deutscher Instrumentenbauer

### Fiktive Personen
- Jack Bauer, Protagonist der amerikanischen Fernsehserie 24, siehe 24 (Fernsehserie)